# Lectoure
Lectoure (en gascon graphie classique, Leitora) est une commune française située dans le nord du département du Gers en région Occitanie. Sur le plan historique et culturel, la commune est dans la Lomagne, une ancienne circonscription de la province de Gascogne ayant titre de vicomté, surnommée « Toscane française ».
Exposée à un climat océanique altéré, elle est drainée par le Gers, l'Auroue, l'Auchie, le Lauze, le ruisseau de Lesquère et par divers autres petits cours d'eau. La commune possède un patrimoine naturel remarquable : deux espaces protégés (la « prairie de Crabé » et la « prairie et zone humide du Moulin ») et trois zones naturelles d'intérêt écologique, faunistique et floristique.
Lectoure est une commune rurale qui compte 3 685 habitants en 2022. Elle est dans l'unité urbaine de Lectoure et fait partie de l'aire d'attraction de Lectoure. Ses habitants sont appelés les Lectourois ou Lectouroises.
Le patrimoine architectural de la commune comprend dix immeubles protégés au titre des monuments historiques : la cathédrale Saint-Gervais-Saint-Protais, classée en 1912, la fontaine Diane, inscrite en 1925, la tour du Bourreau, inscrite en 1947, l'hôtel Ducasse, inscrit en 1959, l'hôtel de Bastard-Castaing, inscrit en 1984, la chapelle des Carmélites, inscrite en 1996, le couvent des Cordeliers, inscrit en 1999, la tannerie royale, inscrite en 2006 et classée en 2018, l'hôtel de ville, inscrit en 2016, le château des comtes d'Armagnac et l'ancien hôpital, inscrits en 2016, et le monument aux morts, inscrit en 2018.

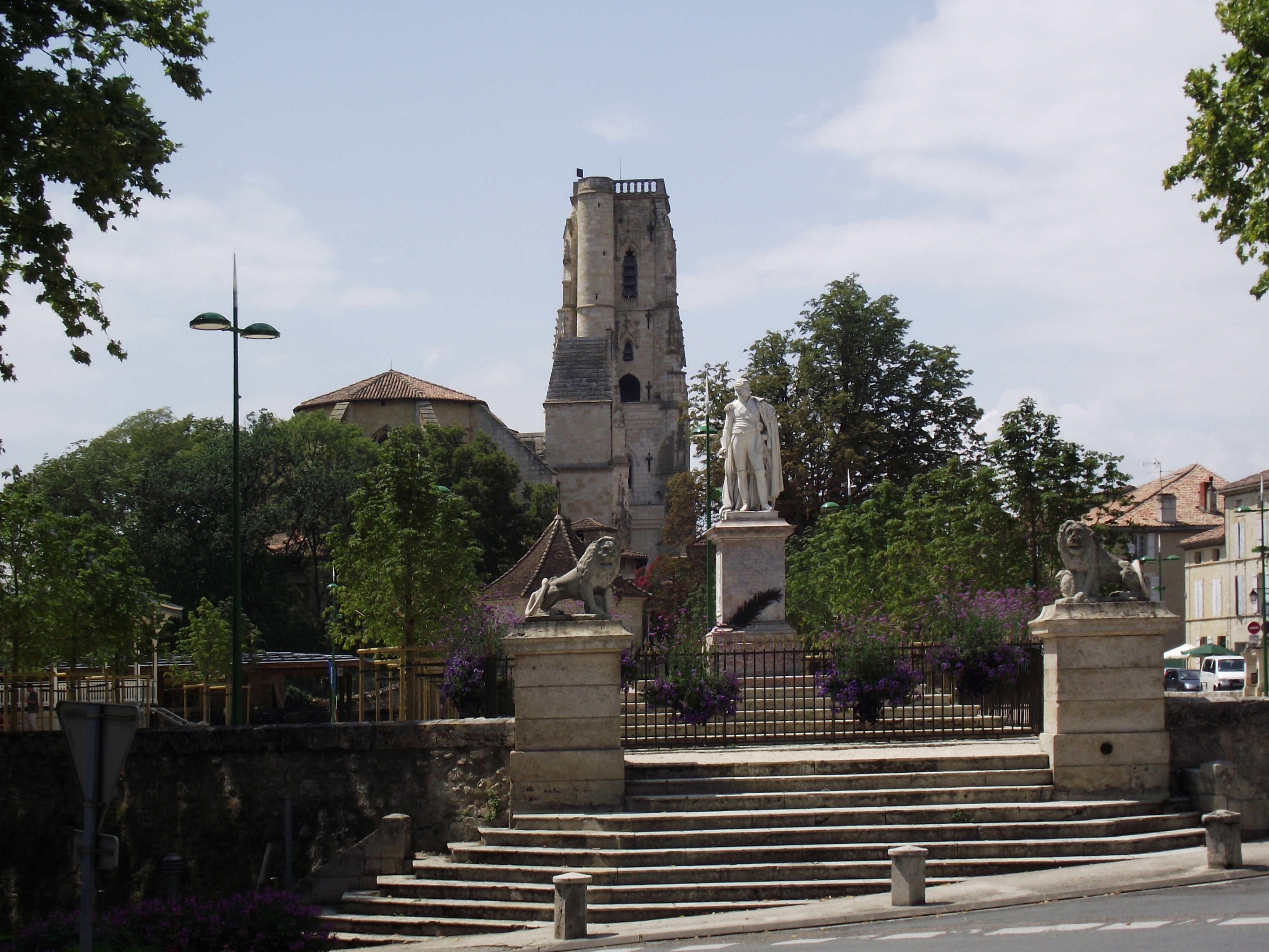
Statue du Maréchal Lannes
et cathédrale Saint-Gervais-Saint-Protais.

## Géographie

### Localisation
La commune de Lectoure se situe dans le canton de Lectoure et dans l'arrondissement de Condom, dans la vallée du Gers. C'est la deuxième commune la plus vaste du département du Gers après Condom.
Elle se trouve en Lomagne à 22 km à l'est de Condom, à 35 km au sud d'Agen et 35 km au nord d'Auch. La ville actuelle s'élève sur un éperon calcaire, siège de l'ancien oppidum, orienté est-ouest, délimité au nord et au sud par deux vallées débouchant sur la plaine du Gers. La ville antique s'étendait dans la plaine, au sud.

### Communes limitrophes
Les communes limitrophes sont Castet-Arrouy, Castelnau-d'Arbieu, Castéra-Lectourois, L'Isle-Bouzon, Lagarde, Magnas, Marsolan, Pauilhac, Plieux, Saint-Avit-Frandat, Saint-Clar, Saint-Martin-de-Goyne, Sainte-Mère et Terraube.
| Castéra-Lectourois, Saint-Martin-de-Goyne, Lagarde | Saint-Avit-Frandat | Sainte-Mère, Castet-Arrouy             |
| Marsolan                                           | Lectoure           | Plieux, L'Isle-Bouzon                  |
| Terraube                                           | Pauilhac           | Magnas, Saint-Clar, Castelnau-d'Arbieu |

### Géologie et relief
La superficie de la commune est de 8 493 hectares ce qui en fait la deuxième plus grande superficie du département ; son altitude varie de 68  à   223 mètres.
Lectoure se situe en zone de sismicité 1 (sismicité très faible).

### Hydrographie

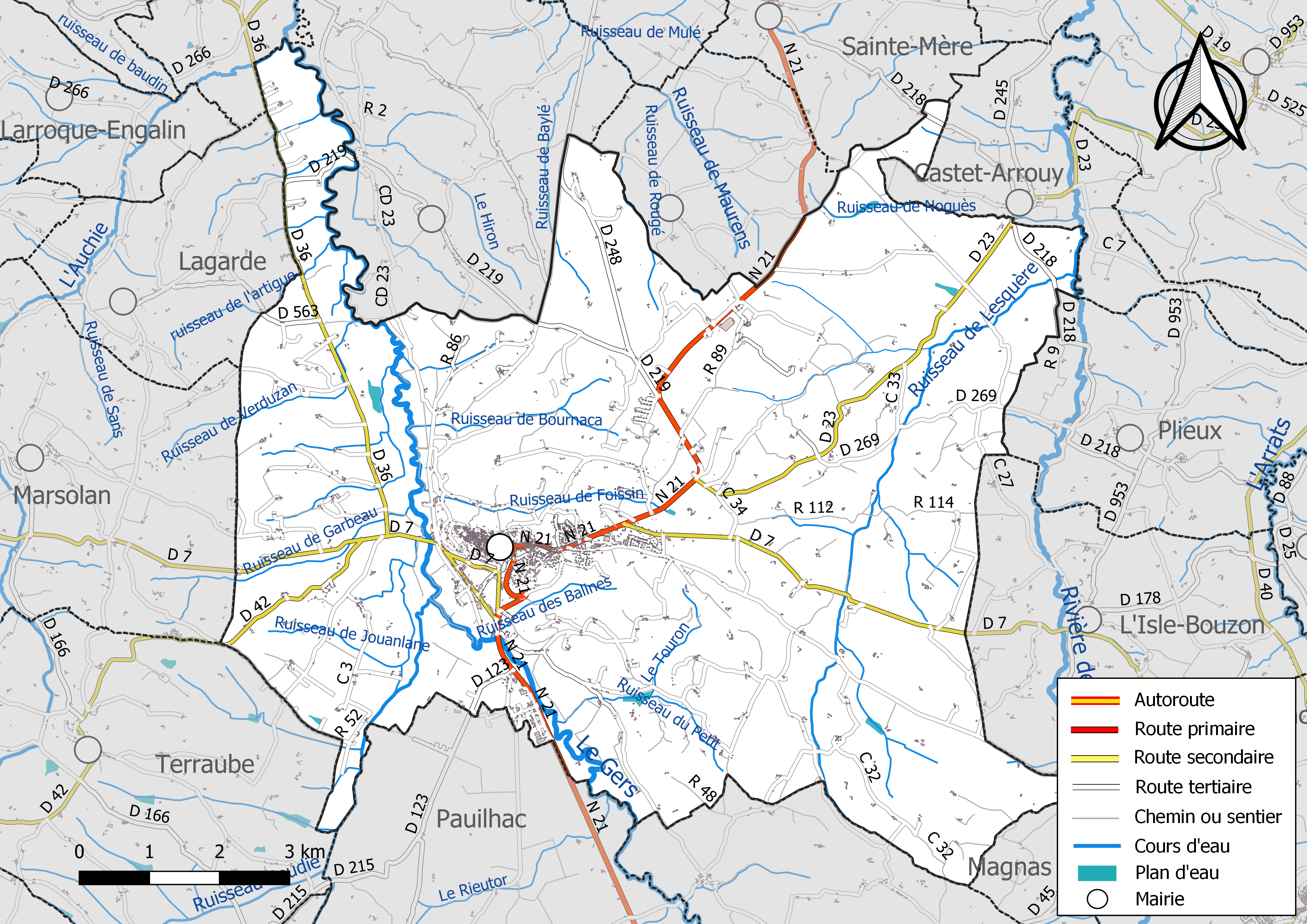
Réseaux hydrographique et routier de Lectoure.

Lectoure est traversée par le Gers qui coule à ses pieds dans la direction sud-nord. Le lobe de plateau où se trouve la ville est découpé par deux ruisseaux, le Saint-Jourdain au nord qui alimentait plusieurs moulins, dont le plus important, fortifié, la Mouline de Belin ; et le Canéron au sud.
Dans la campagne environnante, de petits ruisseaux, bien que de faible débit, ont permis la création de retenues collinaires destinées à l’irrigation agricole, mais aussi aux loisirs (lac des Trois Vallées).
La ville est riche en nappes phréatiques qui alimentaient les puits et de nombreuses sources : au sud, la Fontaine Diane, la source de Saint-Clair vers l’ancienne tannerie d’Ydrone ; la fontaine Saint-Esprit, au nord. Certaines ne sont plus apparentes, comme celle qui jaillissait à l’est de la ville, devant l’extrémité du Bastion (visible sur les documents anciens).
Enfin, grâce à des forages à grande profondeur, des eaux chaudes ont permis à Lectoure de devenir une ville thermale.

### Climat
Pour des articles plus généraux, voir Climat de l'Occitanie et Climat du Gers.
En 2010, le climat de la commune est de type climat du Bassin du Sud-Ouest, selon une étude s'appuyant sur une série de données couvrant la période 1971-2000. En 2020, Météo-France publie une typologie des climats de la France métropolitaine dans laquelle la commune est exposée à un climat océanique altéré et est dans la région climatique Aquitaine, Gascogne, caractérisée par une pluviométrie abondante au printemps, modérée en automne, un faible ensoleillement au printemps, un été chaud (19,5 °C), des vents faibles, des brouillards fréquents en automne et en hiver et des orages fréquents en été (15 à 20 jours).
Pour la période 1971-2000, la température annuelle moyenne est de 13,3 °C, avec une amplitude thermique annuelle de 15,8 °C. Le cumul annuel moyen de précipitations est de 737 mm, avec 10 jours de précipitations en janvier et 6,2 jours en juillet. Pour la période 1991-2020, la température moyenne annuelle observée sur la station météorologique la plus proche, située sur la commune de Mauroux à 15 km à vol d'oiseau, est de 14,0 °C et le cumul annuel moyen de précipitations est de 677,6 mm,. Pour l'avenir, les paramètres climatiques de la commune estimés pour 2050 selon différents scénarios d'émission de gaz à effet de serre sont consultables sur un site dédié publié par Météo-France en novembre 2022.

### Milieux naturels et biodiversité

#### Espaces protégés
La protection réglementaire est le mode d’intervention le plus fort pour préserver des espaces naturels remarquables et leur biodiversité associée,.
Deux espaces protégés sont présents sur la commune :
- la « prairie de Crabé », un terrain acquis (ou assimilé) par un conservatoire d'espaces naturels, d'une superficie de 4,3 ha[14] ;
- la « prairie et zone humide du Moulin », un terrain acquis (ou assimilé) par un conservatoire d'espaces naturels, d'une superficie de 4,10 ha[15].

#### Zones naturelles d'intérêt écologique, faunistique et floristique
L’inventaire des zones naturelles d'intérêt écologique, faunistique et floristique (ZNIEFF) a pour objectif de réaliser une couverture des zones les plus intéressantes sur le plan écologique, essentiellement dans la perspective d’améliorer la connaissance du patrimoine naturel national et de fournir aux différents décideurs un outil d’aide à la prise en compte de l’environnement dans l’aménagement du territoire.
Deux ZNIEFF de type 1 sont recensées sur la commune : les « Friche et lande de Ragégat-Les-Galis » (41 ha), et les « Rebords sud des plateaux de Baquè et de Mourenayre » (29 ha) et une ZNIEFF de type 2, : l'« ensemble de tulipes et messicoles de Marsolan à la Romieu » (3 318 ha), couvrant 6 communes du département.

Carte des ZNIEFF de type 1 et 2 à Lectoure.
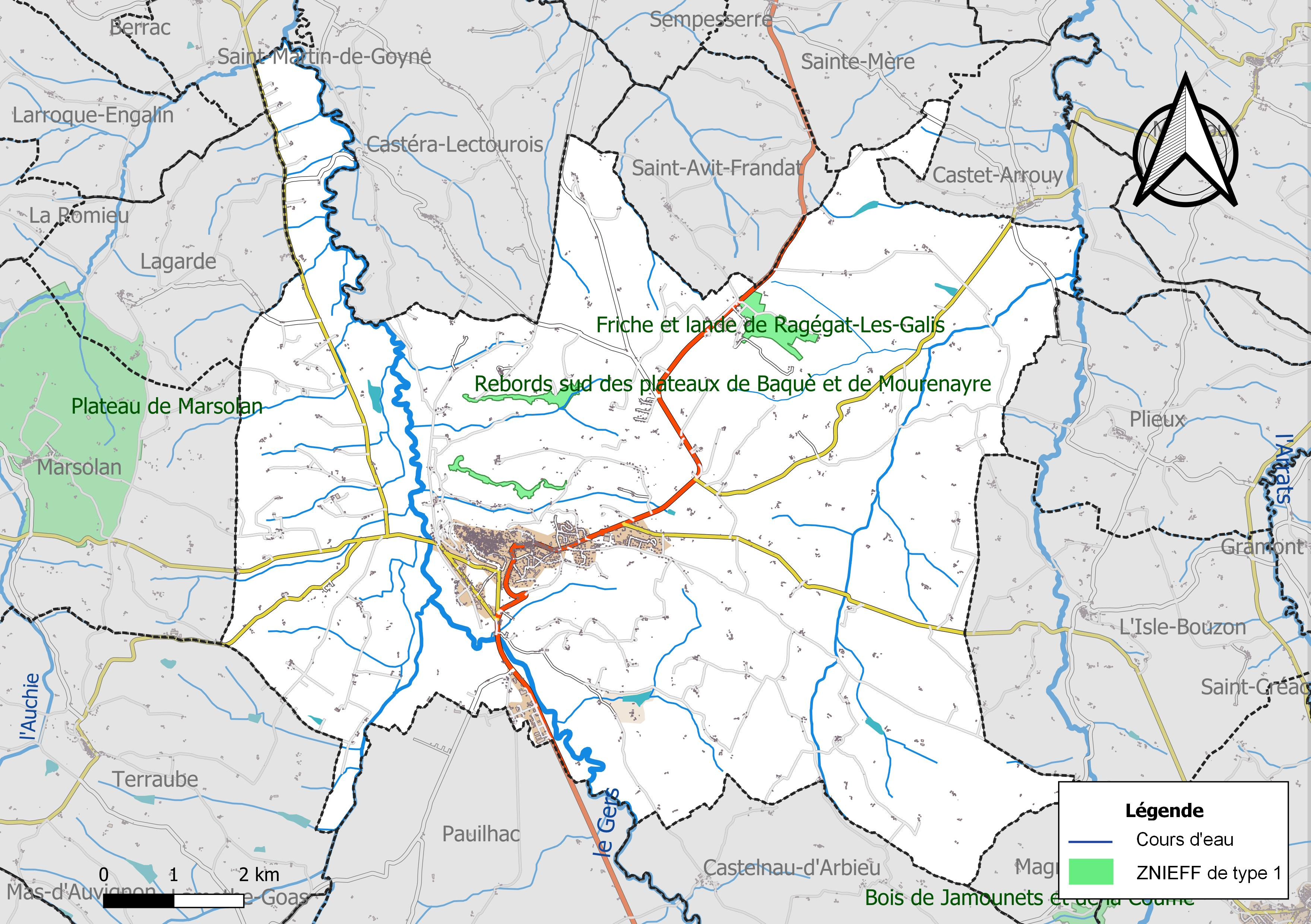
Carte des ZNIEFF de type 1 sur la commune.
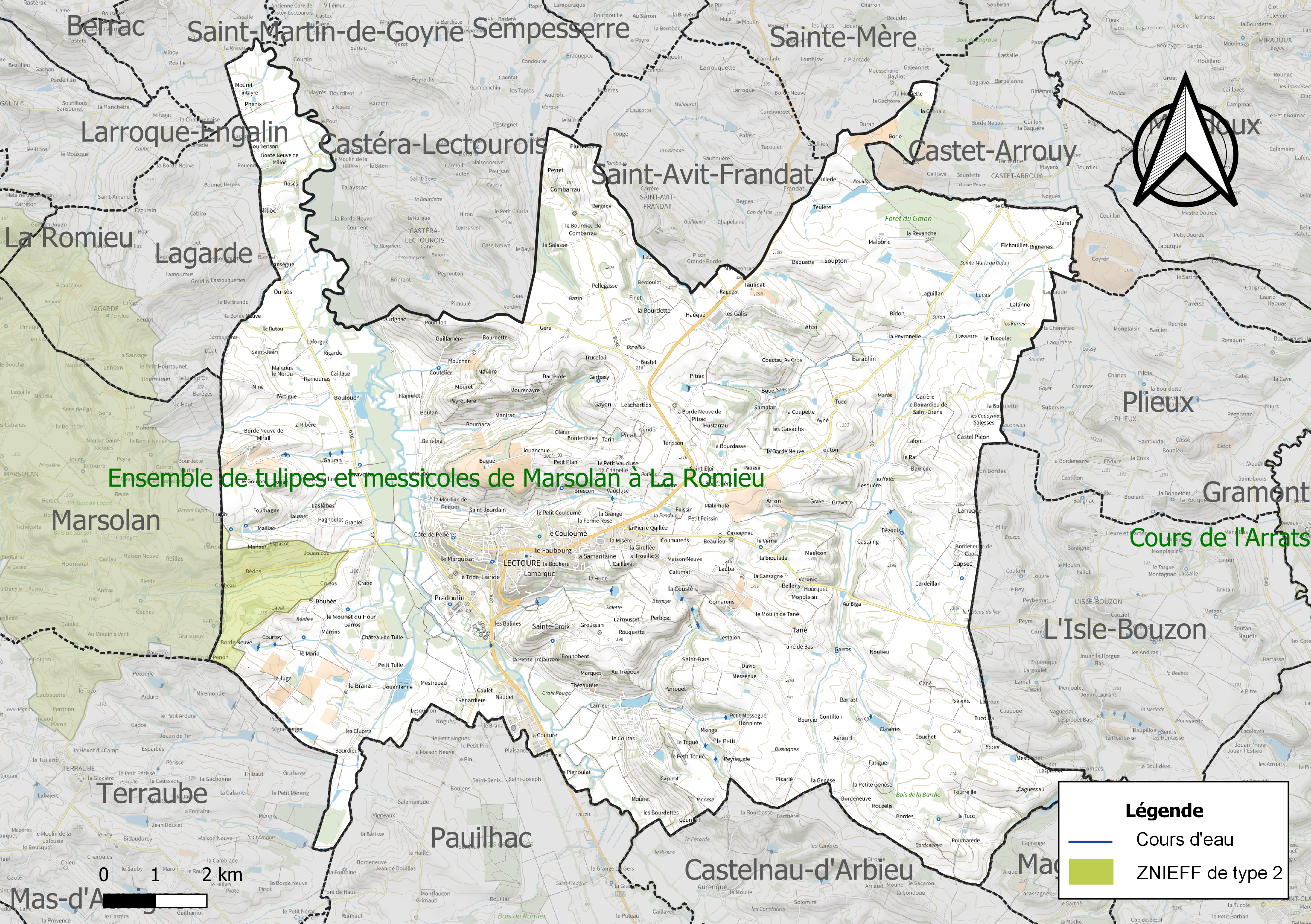
Carte de la ZNIEFF de type 2 sur la commune.

## Urbanisme

### Typologie
Au 1er janvier 2024, Lectoure est catégorisée bourg rural, selon la nouvelle grille communale de densité à sept niveaux définie par l'Insee en 2022.
Elle appartient à l'unité urbaine de Lectoure, une unité urbaine monocommunale constituant une ville isolée,. Par ailleurs la commune fait partie de l'aire d'attraction de Lectoure, dont elle est la commune-centre,. Cette aire, qui regroupe 13 communes, est catégorisée dans les aires de moins de 50 000 habitants,.

### Occupation des sols
L'occupation des sols de la commune, telle qu'elle ressort de la base de données européenne d’occupation biophysique des sols Corine Land Cover (CLC), est marquée par l'importance des territoires agricoles (93,7 % en 2018), une proportion sensiblement équivalente à celle de 1990 (94,5 %). La répartition détaillée en 2018 est la suivante : terres arables (70,7 %), zones agricoles hétérogènes (17,7 %), prairies (3,8 %), forêts (2,2 %), zones urbanisées (2,1 %), cultures permanentes (1,6 %), milieux à végétation arbustive et/ou herbacée (1 %), zones industrielles ou commerciales et réseaux de communication (0,7 %), espaces verts artificialisés, non agricoles (0,4 %). L'évolution de l’occupation des sols de la commune et de ses infrastructures peut être observée sur les différentes représentations cartographiques du territoire : la carte de Cassini (XVIIIe siècle), la carte d'état-major (1820-1866) et les cartes ou photos aériennes de l'IGN pour la période actuelle (1950 à aujourd'hui).

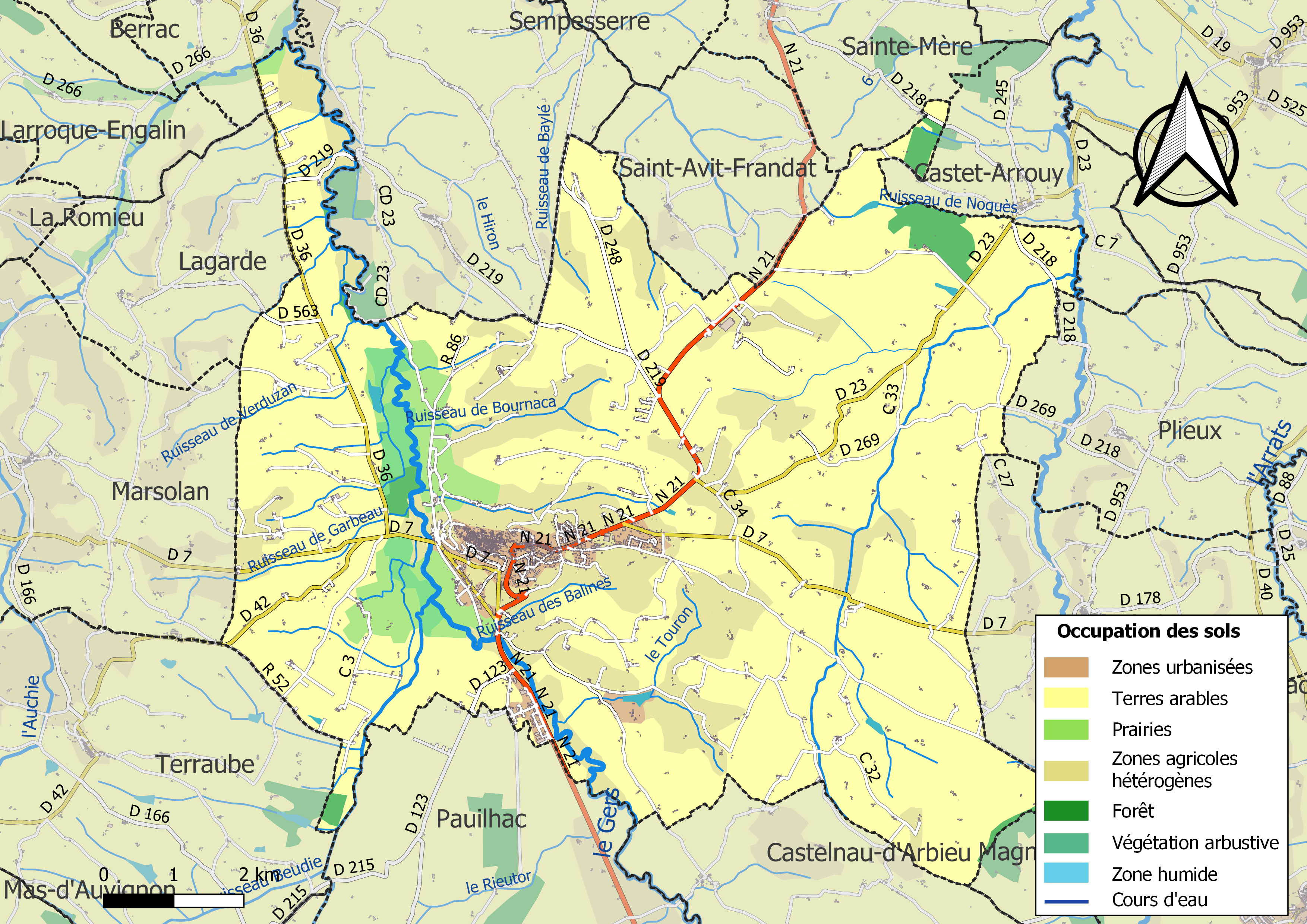
Carte des infrastructures et de l'occupation des sols de la commune en 2018 (CLC).

### Voies de communication et transports
Lectoure se situe sur la route nationale 21. Depuis la fermeture de la ligne de chemin de fer entre Agen et Auch, remplacée par un service d’autocars, tous les transports se font par route. L’aéroport le plus proche est celui de Toulouse-Blagnac et les aéroports secondaires sont à Agen et Auch.
La ligne 932 du réseau liO relie la commune à Auch et à Agen.

### Risques majeurs
Le territoire de la commune de Lectoure est vulnérable à différents aléas naturels : météorologiques (tempête, orage, neige, grand froid, canicule ou sécheresse), inondations et séisme (sismicité très faible). Il est également exposé à un risque technologique, le transport de matières dangereuses, et à un risque particulier : le risque de radon. Un site publié par le BRGM permet d'évaluer simplement et rapidement les risques d'un bien localisé soit par son adresse soit par le numéro de sa parcelle.

#### Risques naturels
Certaines parties du territoire communal sont susceptibles d’être affectées par le risque d’inondation par débordement de cours d'eau, notamment le Gers, l'Auroue, la Lauze et l'Auchie. La cartographie des zones inondables en ex-Midi-Pyrénées réalisée dans le cadre du XIe Contrat de plan État-région, visant à informer les citoyens et les décideurs sur le risque d’inondation, est accessible sur le site de la DREAL Occitanie. La commune a été reconnue en état de catastrophe naturelle au titre des dommages causés par les inondations et coulées de boue survenues en 1999, 2005, 2009 et 2020,.

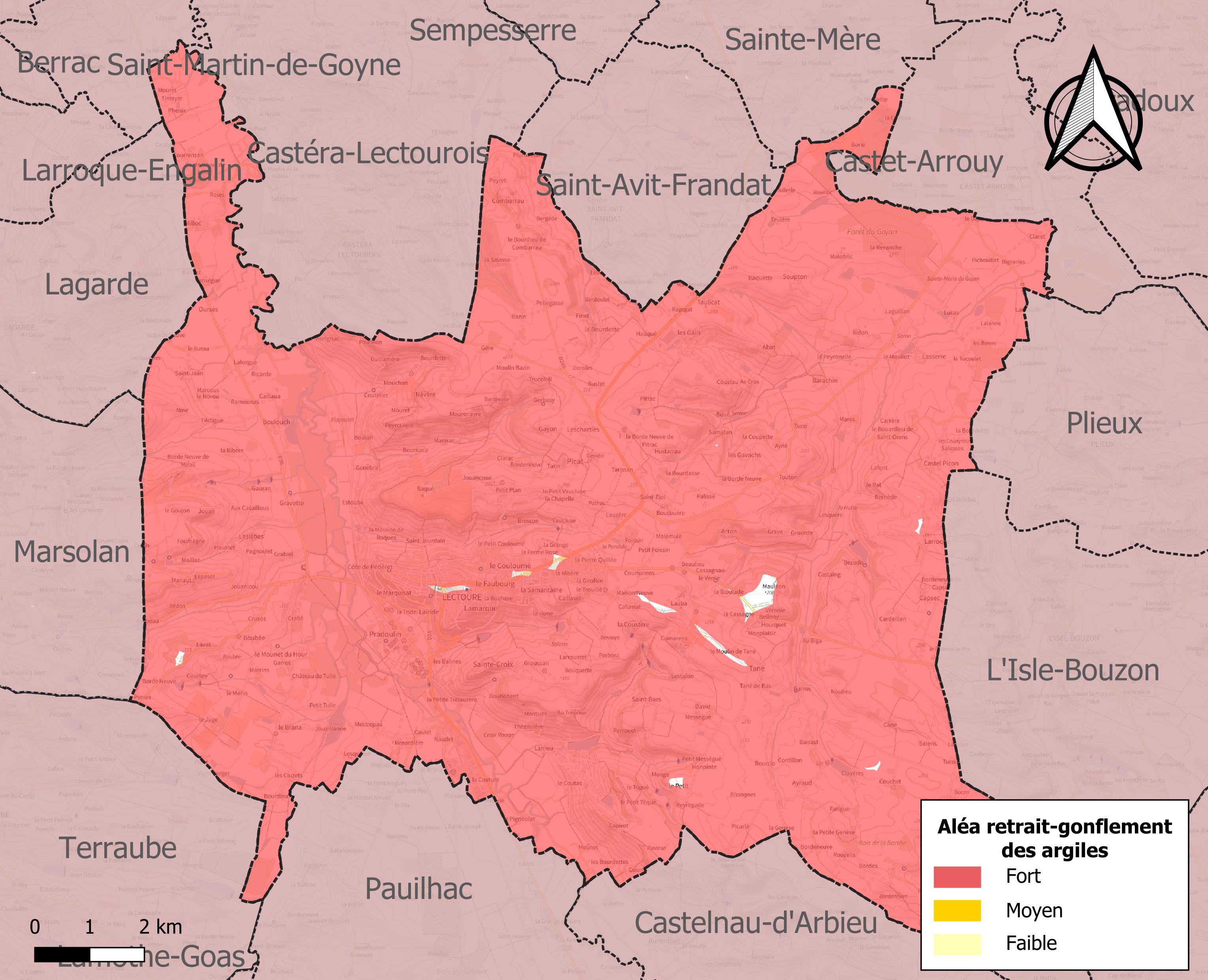
Carte des zones d'aléa retrait-gonflement des sols argileux de Lectoure.

Le retrait-gonflement des sols argileux est susceptible d'engendrer des dommages importants aux bâtiments en cas d’alternance de périodes de sécheresse et de pluie. 99,6 % de la superficie communale est en aléa moyen ou fort (94,5 % au niveau départemental et 48,5 % au niveau national). Sur les 1 864 bâtiments dénombrés sur la commune en 2019, 1 845 sont en aléa moyen ou fort, soit 99 %, à comparer aux 93 % au niveau départemental et 54 % au niveau national. Une cartographie de l'exposition du territoire national au retrait gonflement des sols argileux est disponible sur le site du BRGM,.
Par ailleurs, afin de mieux appréhender le risque d’affaissement de terrain, l'inventaire national des cavités souterraines permet de localiser celles situées sur la commune.
Concernant les mouvements de terrains, la commune a été reconnue en état de catastrophe naturelle au titre des dommages causés par la sécheresse en 1989, 1991, 1993, 1998, 2002, 2003, 2011, 2012, 2015, 2016 et 2017 et par des mouvements de terrain en 1999, 2013 et 2014.

#### Risques technologiques
Le risque de transport de matières dangereuses sur la commune est lié à sa traversée par des infrastructures routières ou ferroviaires importantes ou la présence d'une canalisation de transport d'hydrocarbures. Un accident se produisant sur de telles infrastructures est en effet susceptible d’avoir des effets graves au bâti ou aux personnes jusqu’à 350 m, selon la nature du matériau transporté. Des dispositions d’urbanisme peuvent être préconisées en conséquence.

#### Risque particulier
Dans plusieurs parties du territoire national, le radon, accumulé dans certains logements ou autres locaux, peut constituer une source significative d’exposition de la population aux rayonnements ionisants. Certaines communes du département sont concernées par le risque radon à un niveau plus ou moins élevé. Selon la classification de 2018, la commune de Lectoure est classée en zone 2, à savoir zone à potentiel radon faible mais sur lesquelles des facteurs géologiques particuliers peuvent faciliter le transfert du radon vers les bâtiments.

## Toponymie
Le nom de Lectoure vient de celui de la cité antique Lactora, attesté au IIe siècle. On n’a aucune certitude sur les origines de ce nom, vraisemblable latinisation d’un toponyme celtibère antérieur. Pour Jean-Édouard Dugand, il pourrait s’agir d’un nom celtique du IIe siècle avant notre ère, Laccodoron, « la forteresse de Laccos », un anthroponyme gaulois, qui aurait évolué sous l’influence romaine en Lactora.

## Histoire
L'occupation du site est constante depuis l'époque préhistorique, comme en témoignent les nombreux vestiges retrouvés lors de fouilles. La situation géographique en « éperon barré » du site a toujours favorisé l'occupation humaine. Oppidum aquitain, puis occupée pacifiquement par les Romains, la cité de Lactora s'étend alors dans la plaine et connaît une longue période de prospérité. Les invasions barbares successives obligent les habitants à revenir sur la hauteur, à élever des remparts et à faire de Lectoure une place forte pendant plusieurs siècles. Sa réputation est fermement établie. Victor Hugo, dans Notre-Dame de Paris, fait dire à l'un des gueux lancés à l'assaut de Notre-Dame : – Par les moustaches du pape ! (…) voilà des gouttières d'églises qui vous crachent du plomb fondu mieux que les mâchicoulis de Lectoure.
Capitale du comté d'Armagnac, elle subit plusieurs sièges. Celui de 1473 où une armée, commandée par le cardinal d'Albi, Jouffroy, est envoyée par le roi Louis XI, voit la capitulation et la mort de Jean V d'Armagnac, et une destruction presque totale de la ville. Elle marque la chute définitive de la dynastie des comtes d'Armagnac par les troupes du roi de France, Louis XI.
Réunie à la couronne de France, Lectoure renaît de ses cendres. Elle subit de nouveaux sièges lors des guerres de religion : alors possession des rois de Navarre, protestante, elle doit capituler devant Blaise de Monluc. Les XVIIe et XVIIIe siècles sont une période calme où s'épanouit une société bourgeoise et de petite noblesse. À la Révolution, de nombreux volontaires s'enrôlent et deviendront des figures marquantes de l'Empire : le maréchal Jean Lannes, et une pléthore de généraux dont les portraits ornent la salle des illustres. Les XIXe et XXe siècles voient une évolution qui n'est guère différente de celle des autres petites villes de France: lent déclin de la population, avec la rupture brutale due aux guerres mondiales (surtout celle de 1914-1918), qui épargnent cependant Lectoure, du fait de sa situation géographique éloignée des opérations militaires, mais qui lui vaut en revanche un afflux de réfugiés (les Alsaciens de Saint-Louis en 1940).

## Politique et administration

### Jumelages
- Saint-Louis (France). Pendant la Seconde Guerre mondiale, Lectoure a accueilli une grande partie de la population et la municipalité de Saint-Louis.

## Population et société

### Démographie
L'évolution du nombre d'habitants est connue à travers les recensements de la population effectués dans la commune depuis 1793. Pour les communes de moins de 10 000 habitants, une enquête de recensement portant sur toute la population est réalisée tous les cinq ans, les populations de référence des années intermédiaires étant quant à elles estimées par interpolation ou extrapolation. Pour la commune, le premier recensement exhaustif entrant dans le cadre du nouveau dispositif a été réalisé en 2008.

En 2022, la commune comptait 3 685 habitants, en évolution de +0,6 % par rapport à 2016 (Gers : +1,04 %, France hors Mayotte : +2,11 %).
| 1793  | 1800  | 1806  | 1821  | 1831  | 1841  | 1846  | 1851  | 1856  |
| ----- | ----- | ----- | ----- | ----- | ----- | ----- | ----- | ----- |
| 5 503 | 5 453 | 6 360 | 6 109 | 6 495 | 6 262 | 6 352 | 6 225 | 6 098 |

| 1861  | 1866  | 1872  | 1876  | 1881  | 1886  | 1891  | 1896  | 1901  |
| ----- | ----- | ----- | ----- | ----- | ----- | ----- | ----- | ----- |
| 5 914 | 6 086 | 5 733 | 5 507 | 5 542 | 5 272 | 4 994 | 4 736 | 4 495 |

| 1906  | 1911  | 1921  | 1926  | 1931  | 1936  | 1946  | 1954  | 1962  |
| ----- | ----- | ----- | ----- | ----- | ----- | ----- | ----- | ----- |
| 4 310 | 4 166 | 3 726 | 4 040 | 4 218 | 4 407 | 3 955 | 4 134 | 3 908 |

| 1968  | 1975  | 1982  | 1990  | 1999  | 2006  | 2008  | 2013  | 2018  |
| ----- | ----- | ----- | ----- | ----- | ----- | ----- | ----- | ----- |
| 3 950 | 3 790 | 3 923 | 4 034 | 3 933 | 3 797 | 3 746 | 3 730 | 3 665 |

| 2022  | - | - | - | - | - | - | - | - |
| ----- | - | - | - | - | - | - | - | - |
| 3 685 | - | - | - | - | - | - | - | - |

| selon la population municipale des années : | 1968 | 1975 | 1982 | 1990 | 1999 | 2006 | 2009 | 2013 |
| Rang de la commune dans le département      | 8    | 7    | 7    | 6    | 5    | 6    | 6    | 6    |
| Nombre de communes du département           | 466  | 462  | 462  | 462  | 463  | 463  | 463  | 463  |

### Enseignement
Lectoure possède les établissements scolaires suivants :
- Enseignement élémentaire :
  - école maternelle La Ribambelle ;
  - école élémentaire Gambetta ;
  - école élémentaire Jean-François Bladé ;
  - école privée maternelle et élémentaire Immaculée Conception.
- Secondaire :
  - cité scolaire Maréchal-Lannes : collège, section professionnelle, BTS, lycée d'enseignement général et technologique[39] ;
  - CFA agricole ;
  - collège Saint-Joseph : collège d'enseignement catholique, privé sous contrat d'association avec l'État. Internat pour filles et pour garçons[40] ;
  - lycée Saint-Jean : lycée d'enseignement catholique, privé sous contrat d'association avec l'État. Lycée d'enseignement général. Internat pour filles et pour garçons[41].

### Manifestations culturelles et festivités

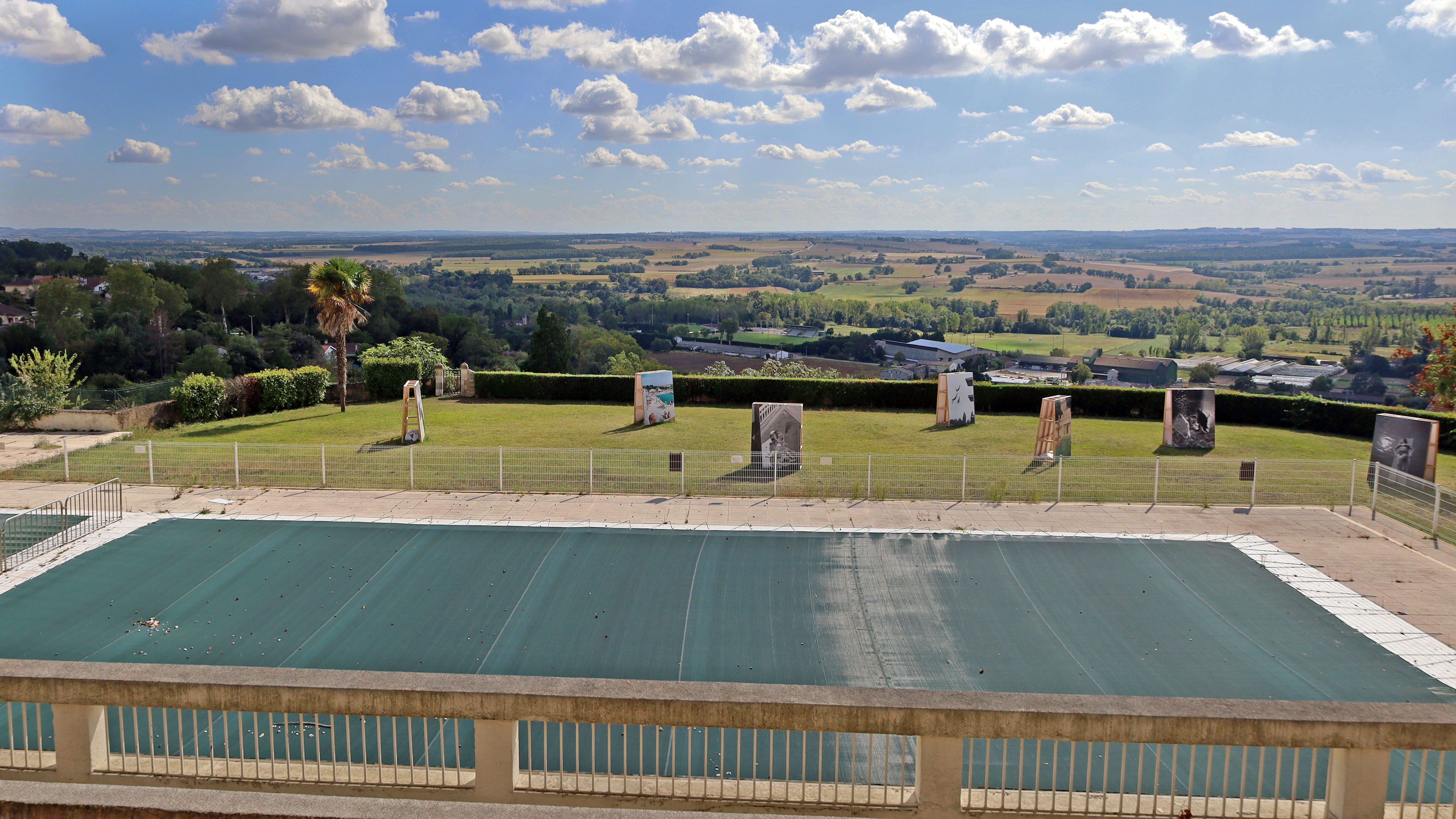
Eté photographique 2023

- Le festival philo, organisé par l'association Le 122 et le café philo de Lectoure, au mois de mai.
- Le festival pyrotechnique « Les nuits de feu », le dernier week-end d'août.
- Fête du Melon, en août.
- La poésie en Europe de l'Est organisée par l'association Dialoguer en poésie, au mois d'août.
- L'Été photographique de Lectoure a lieu chaque année, en juillet-août. Organisé par le Centre d'art et de photographie de Lectoure, à l'initiative du photographe François Saint-Pierre, il s'agit d'une importante manifestation qui regroupe de nombreuses expositions dans divers lieux de la ville : Centre photographique de Lectoure, Halle aux grains, maison de Saint-Louis, école Jean-François Bladé, etc., avec des rencontres avec les artistes, des performances, des projections, des ateliers, des visites commentées. On y retrouve les meilleurs photographes contemporains.
- Les Rencontres avec les Métiers d'Art, en novembre.
- La foire de la Saint-Martin, le 2e week-end de novembre. Elle remonte au Moyen Âge.
- Le festival Clin d'Œil, le dernier week-end de mai. Organisé par l'association ART vivant, le festival Clin d'Œil est un événement « enfance et famille » où pratiques amateurs (Ateliers d'Expression Créative menés à l'année par l'association) et professionnelles se rencontrent.
- Rencontres en Lecture, organisé depuis 2015 par l'association Lectoure à Voix Haute, accueille début juillet auteurs, comédiens professionnels et lecteurs bénévoles.

### Santé

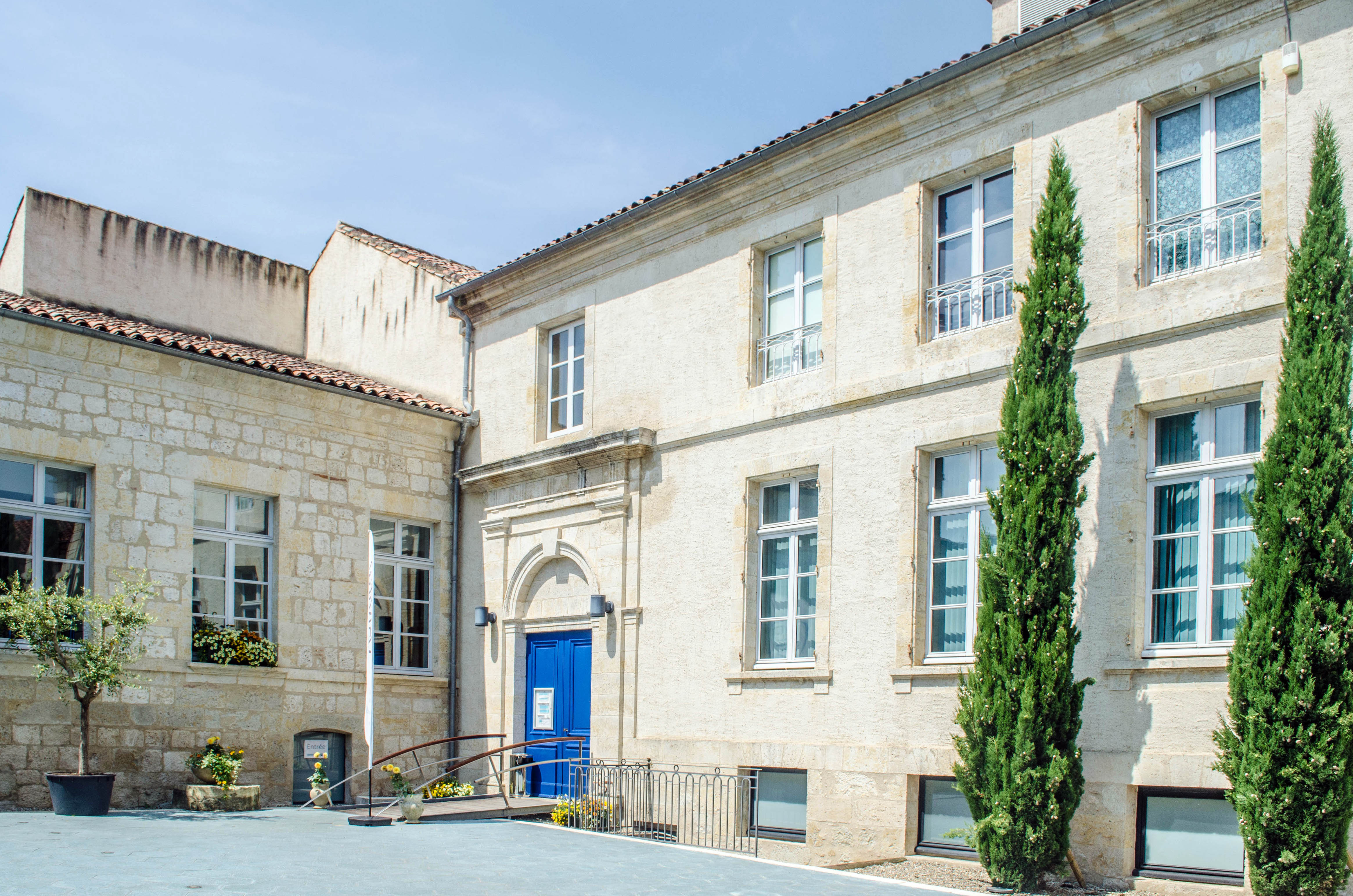
Hôtel Goulard (thermes de Lectoure), cour intérieure.

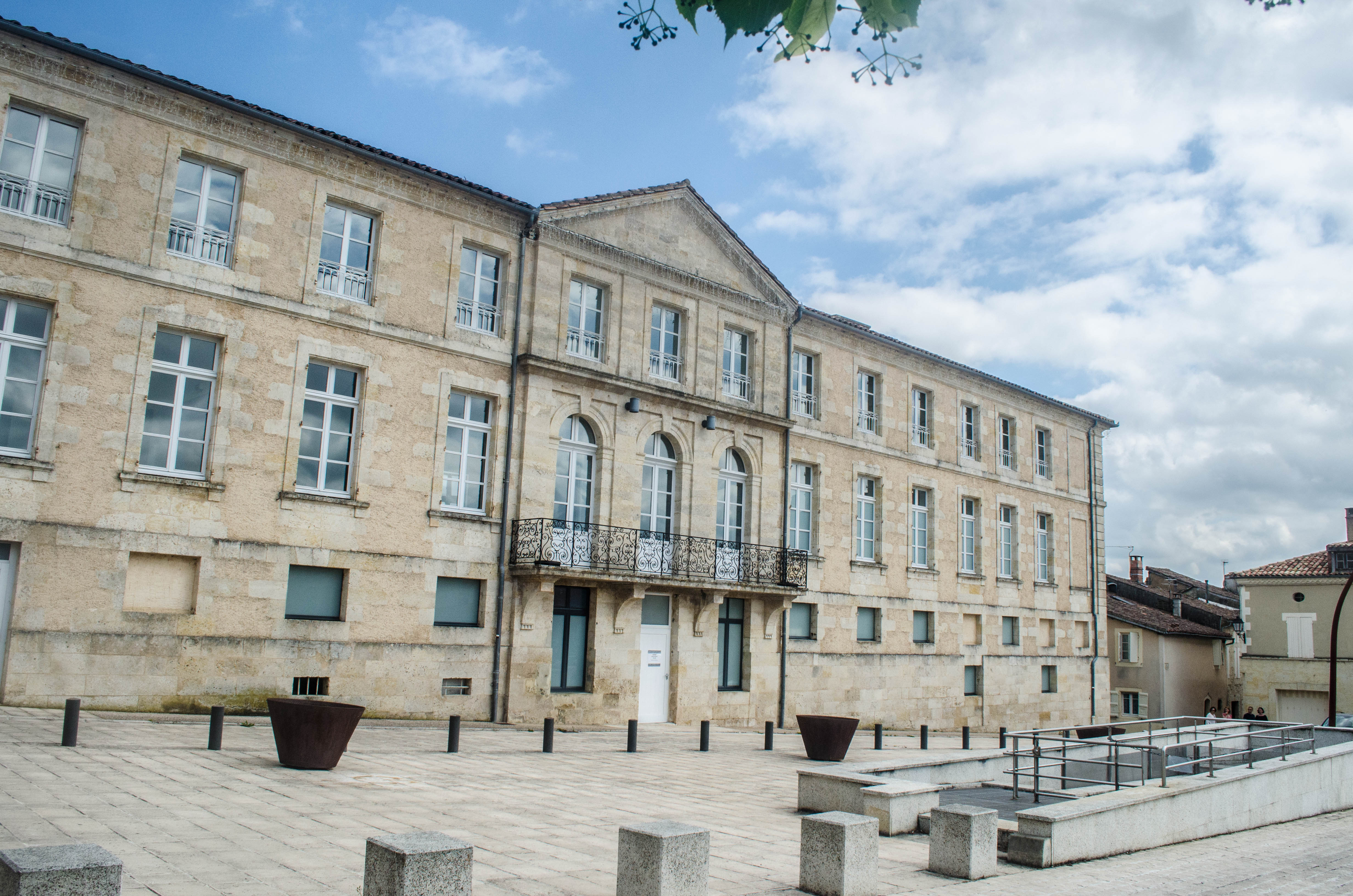
Hôtel Goulard, façade sur la place Boué de Lapeyrère.

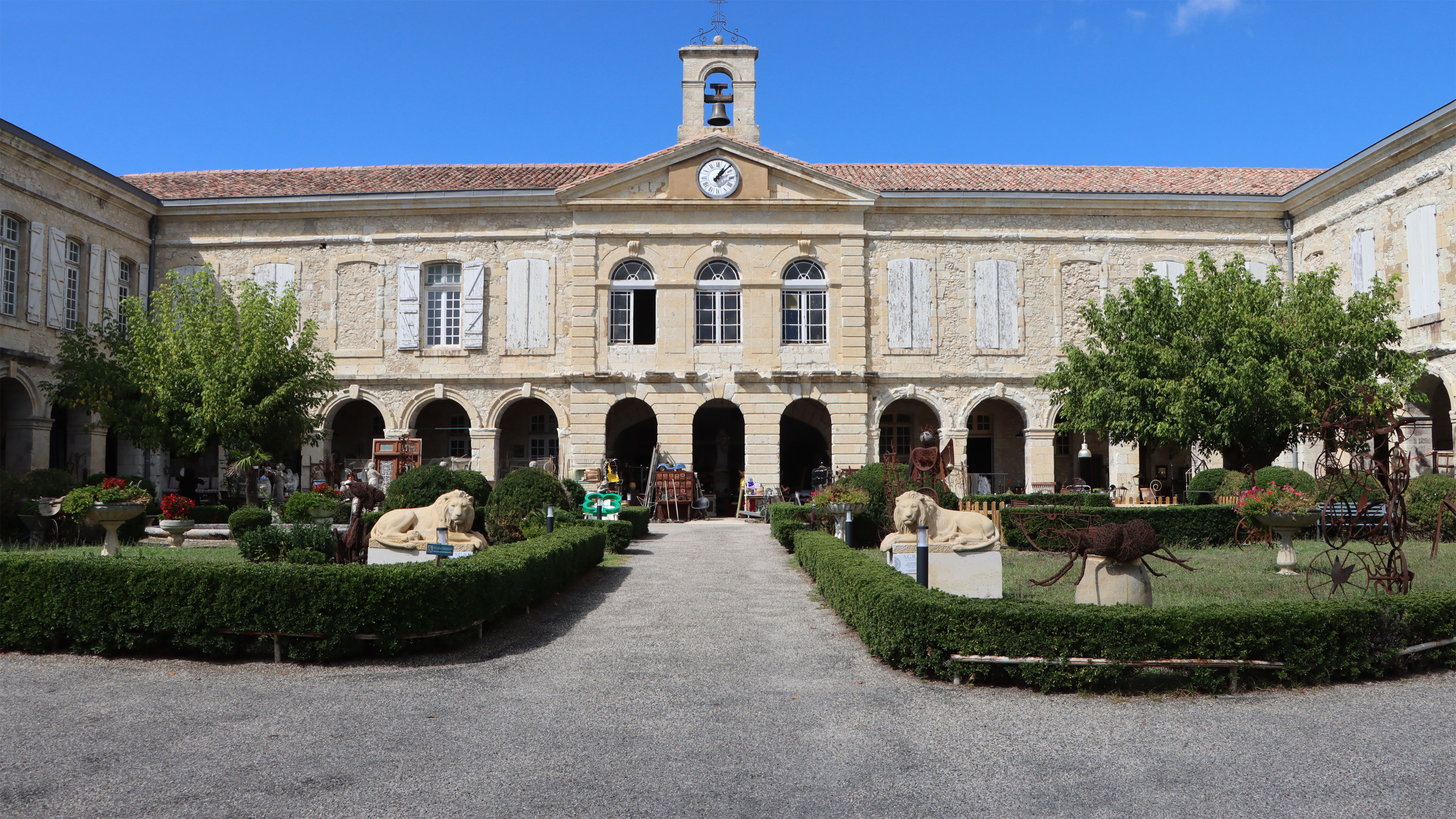
Le village des brocanteurs.

- Hôpital[42] local, créé au XVIIIe siècle sur l'emplacement de l'ancien château des comtes d'Armagnac. Il a également acquis les bâtiments voisins de l'ancien collège-lycée Maréchal-Lannes. Il offrait 227 places, ainsi qu'un service de soins de longue durée de 80 places, et un service de soins infirmiers à domicile (SSIAD). Désaffecté en 2014, il abrite maintenant le Village des Brocs, brocanteurs et antiquaires.
- Maison de retraite, avenue du Maréchal-Lannes (route de Tané), 79 places.
- Complexe thermal, installé dans l’ancien hôtel particulier de la famille de Goulard. L’ancien collège et lycée Maréchal-Lannes, bâti au XVIIIe s. sur l’emplacement du collège des Doctrinaires, est acheté en 2012 par un groupe privé (Valvital) et transformé en un hôtel de luxe de 44 suites et chambres " Collège des Doctrinaires", avec une inauguration en 2019. Il est relié au complexe thermal appartenant au même groupe (Valvital) par un tunnel.

### Sports

#### Équipements de sports et loisirs
- La piscine, installée en plein centre-ville, sur une des terrasses des remparts, offre une vue étendue sur la plaine du Gers et la chaine des Pyrénées, visible dans sa quasi-totalité lorsque les conditions atmosphériques le permettent.
- Le stade Ernest-Vila (Ernest Vila [1898-1950], enseignant et sportif, était un des principaux chefs de la Résistance dans le Gers), situé avenue de la Gare, au bas de la ville, offre des terrains de rugby et de football, des terrains d’entraînement, des courts de tennis, un skate park, un terrain motocross enfant.
- Le lac des Trois Vallées est un ensemble de loisirs autour d’une retenue collinaire, semblable à celles qui ont été créées dans le Gers dans les années 1960 pour permettre l’irrigation des terres agricoles. Le lac est au cœur d’un ensemble d’équipements de 140 hectares comprenant camping, bungalows, piscine, espaces de jeux, etc.[43]

#### Club sportif
Club de rugby à XV l'Union Sportive Lectouroise, évoluant dans le Championnat de France en honneur.

### Cultes
La cité de Lactora était un centre de culte des religions romaines, mais surtout aux IIIe et IVe siècles du culte de Cybèle importé d’Orient, supplanté ensuite par le christianisme. Alternativement protestante et catholique au cours des Guerres de religion, Lectoure est majoritairement de culte catholique. Au XVIIe siècle, elle est fortement impliquée dans l’épisode janséniste. La ville a accueilli en ces murs de nombreuses communautés religieuses : carmes, capucins, cordeliers, jacobins, clarisses. Deux congrégations existent à Lectoure au début du XXIe siècle : Les sœurs de la Providence et une communauté de carmélites.
Une petite communauté orthodoxe serbe occupe la chapelle Saint-Gény.
Les lieux de culte en activité sont l’église Saint-Gervais-Saint-Protais, l’église Saint-Esprit, les chapelles de la Providence et des Carmélites pour le culte catholique ; la chapelle Saint-Gény pour le culte orthodoxe.
La ville est située sur la via Podiensis du pèlerinage de Saint-Jacques-de-Compostelle. On vient de Castet-Arrouy, la prochaine commune est Marsolan.
L'hôpital léproserie du Pont de Pile, les quatre hôpitaux Sainte-Catherine, Saint-Jean-Baptiste au faubourg est, Saint-Jacques, Saint-Antoine et Saint-Esprit près de l'église de ce nom, ainsi que les corps de saint Clair d'Aquitaine (conservé à la cathédrale) et de saint Gény (au couvent bénédictin de Saint-Gény), firent de Lectoure une halte majeure des pèlerins.

## Économie

### Revenus
En 2018 (données Insee publiées en septembre 2021), la commune compte 1 684 ménages fiscaux, regroupant 3 417 personnes. La médiane du revenu disponible par unité de consommation est de 20 280 € (20 820 € dans le département). 42 % des ménages fiscaux sont imposés (43,9 % dans le département).

### Emploi
|                | 2008  | 2013  | 2018   |
| -------------- | ----- | ----- | ------ |
| Commune        | 5,9 % | 8,8 % | 10,3 % |
| Département    | 6,1 % | 7,5 % | 8,2 %  |
| France entière | 8,3 % | 10 %  | 10 %   |

En 2018, la population âgée de 15 à 64 ans s'élève à 1 924 personnes, parmi lesquelles on compte 73,1 % d'actifs (62,8 % ayant un emploi et 10,3 % de chômeurs) et 26,9 % d'inactifs,. En 2018, le taux de chômage communal (au sens du recensement) des 15-64 ans est supérieur à celui du département et de la France, alors qu'en 2008 la situation était inverse.
La commune est la commune-centre de l'aire d'attraction de Lectoure,. Elle compte 1 654 emplois en 2018, contre 1 955 en 2013 et 2 031 en 2008. Le nombre d'actifs ayant un emploi résidant dans la commune est de 1 252, soit un indicateur de concentration d'emploi de 132,1 % et un taux d'activité parmi les 15 ans ou plus de 45,8 %.
Sur ces 1 252 actifs de 15 ans ou plus ayant un emploi, 701 travaillent dans la commune, soit 56 % des habitants. Pour se rendre au travail, 74,9 % des habitants utilisent un véhicule personnel ou de fonction à quatre roues, 1,3 % les transports en commun, 12,8 % s'y rendent en deux-roues, à vélo ou à pied et 11 % n'ont pas besoin de transport (travail au domicile).

### Activités hors agriculture

#### Secteurs d'activités
478 établissements sont implantés à Lectoure au 31 décembre 2019. Le tableau ci-dessous en détaille le nombre par secteur d'activité et compare les ratios avec ceux du département,.
| Secteur d'activité                                                                                        | Commune | Commune | Département |
| Secteur d'activité                                                                                        | Nombre  | %       | %           |
| --- | ------- | ------- | ----------- |
| Ensemble                                                                                                  | 478     | 100 %   | (100 %)     |
| Industrie manufacturière, industries extractives et autres                                                | 43      | 9 %     | (12,3 %)    |
| Construction                                                                                              | 50      | 10,5 %  | (14,6 %)    |
| Commerce de gros et de détail, transports, hébergement et restauration                                    | 171     | 35,8 %  | (27,7 %)    |
| Information et communication                                                                              | 10      | 2,1 %   | (1,8 %)     |
| Activités financières et d'assurance                                                                      | 18      | 3,8 %   | (3,5 %)     |
| Activités immobilières                                                                                    | 23      | 4,8 %   | (5,2 %)     |
| Activités spécialisées, scientifiques et techniques et activités de services administratifs et de soutien | 61      | 12,8 %  | (14,4 %)    |
| Administration publique, enseignement, santé humaine et action sociale                                    | 65      | 13,6 %  | (12,3 %)    |
| Autres activités de services                                                                              | 37      | 7,7 %   | (8,3 %)     |

Le secteur du commerce de gros et de détail, des transports, de l'hébergement et de la restauration est prépondérant sur la commune puisqu'il représente 35,8 % du nombre total d'établissements de la commune (171 sur les 478 entreprises implantées à Lectoure), contre 27,7 % au niveau départemental.

#### Entreprises et commerces
Les cinq entreprises ayant leur siège social sur le territoire communal qui génèrent le plus de chiffre d'affaires en 2020 sont :
- SAS Lamothe, commerce de gros (commerce interentreprises) de céréales, de tabac non manufacturé, de semences et d'aliments pour le bétail (14 208 k€)
- Fleurons De Lomagne, commerce de gros (commerce interentreprises) alimentaire spécialisé divers (13 973 k€)
- Sodis Agri, commerce de gros (commerce interentreprises) de matériel agricole (4 675 k€)
- Societe Gersoise De Restauration Du Patrimoine - SGRP, travaux de maçonnerie générale et gros œuvre de bâtiment (4 227 k€)
- Manufacture Generale Horlogere, commerce de gros (commerce interentreprises) d'articles d'horlogerie et de bijouterie (3 659 k€)

Pendant longtemps, l’économie a été essentiellement agricole. Les agriculteurs pratiquaient une « polyculture vivrière » qui assurait à peu près toutes les ressources alimentaires : céréales, vignes, maraîchage, élevage (volailles, oies et canards), porcs, chevaux (Lectoure possédait un haras national). L’élevage bovin fournissait des animaux de travail (vache gasconne) et de boucherie, très peu de production laitière. De rares industries étaient liées à l’agriculture (fabrication de machines agricoles).
- Important centre de production de melon (le Melon de Lectoure)
- Ail blanc de Lomagne
- Le chimiste belge Henri Lambert (mort en février 2010[45]) s'est installé à partir de 1995 dans une ancienne tannerie au bord du Gers pour relancer la culture du pastel et produire, grâce à de nouvelles méthodes, des teintures et des pigments. Le Bleu de Lectoure acquiert une grande renommée. Poursuivie par son épouse Denise, l’activité de l’entreprise a été reprise en 2016 par une nouvelle équipe dans de nouveaux locaux.
- Depuis 2003, avec l'exploitation d'eaux captées à une grande profondeur (le forage fut réalisé en 1979), Lectoure est devenue une station thermale. Les eaux sulfatées, chlorurées, sodiques, ont une température de 42 °C. L'établissement thermal est installé dans un hôtel particulier du début du XVIIIe siècle, l'hôtel de Goulard, le plus vaste de la ville.

### Agriculture
La commune est dans le « Haut-Armagnac », une petite région agricole occupant le centre du département du Gers. En 2020, l'orientation technico-économique de l'agriculture sur la commune est l'exploitation de grandes cultures (hors céréales et oléoprotéagineuses).
|               | 1988  | 2000  | 2010  | 2020  |
| ------------- | ----- | ----- | ----- | ----- |
| Exploitations | 197   | 131   | 97    | 92    |
| SAU (ha)      | 6 725 | 6 750 | 6 495 | 6 918 |

Le nombre d'exploitations agricoles en activité et ayant leur siège dans la commune est passé de 197 lors du recensement agricole de 1988 à 131 en 2000 puis à 97 en 2010 et enfin à 92 en 2020, soit une baisse de 53 % en 32 ans. Le même mouvement est observé à l'échelle du département qui a perdu pendant cette période 51 % de ses exploitations,. La surface agricole utilisée sur la commune a quant à elle augmenté, passant de 6 725 ha en 1988 à 6 918 ha en 2020. Parallèlement la surface agricole utilisée moyenne par exploitation a augmenté, passant de 34 à 75 ha.

## Culture locale et patrimoine

### Lieux et monuments
Lectoure est labellisée ville d'art et d'histoire. Elle a obtenu le label Station classée de Tourisme en septembre 2011.
Depuis 2005, la municipalité a créé une Zone de protection du patrimoine architectural, urbain et paysager (ZPPAUP). En 2018, Lectoure compte 10 immeubles classés au titre des Monuments historiques ; mais une politique d’investigation systématique menée depuis 2009 par Gaëlle Prost, chargée de mission à l’Inventaire du Patrimoine a permis d’amener le nombre de bâtiments inscrits à plus d’une centaine.

#### Vieille ville

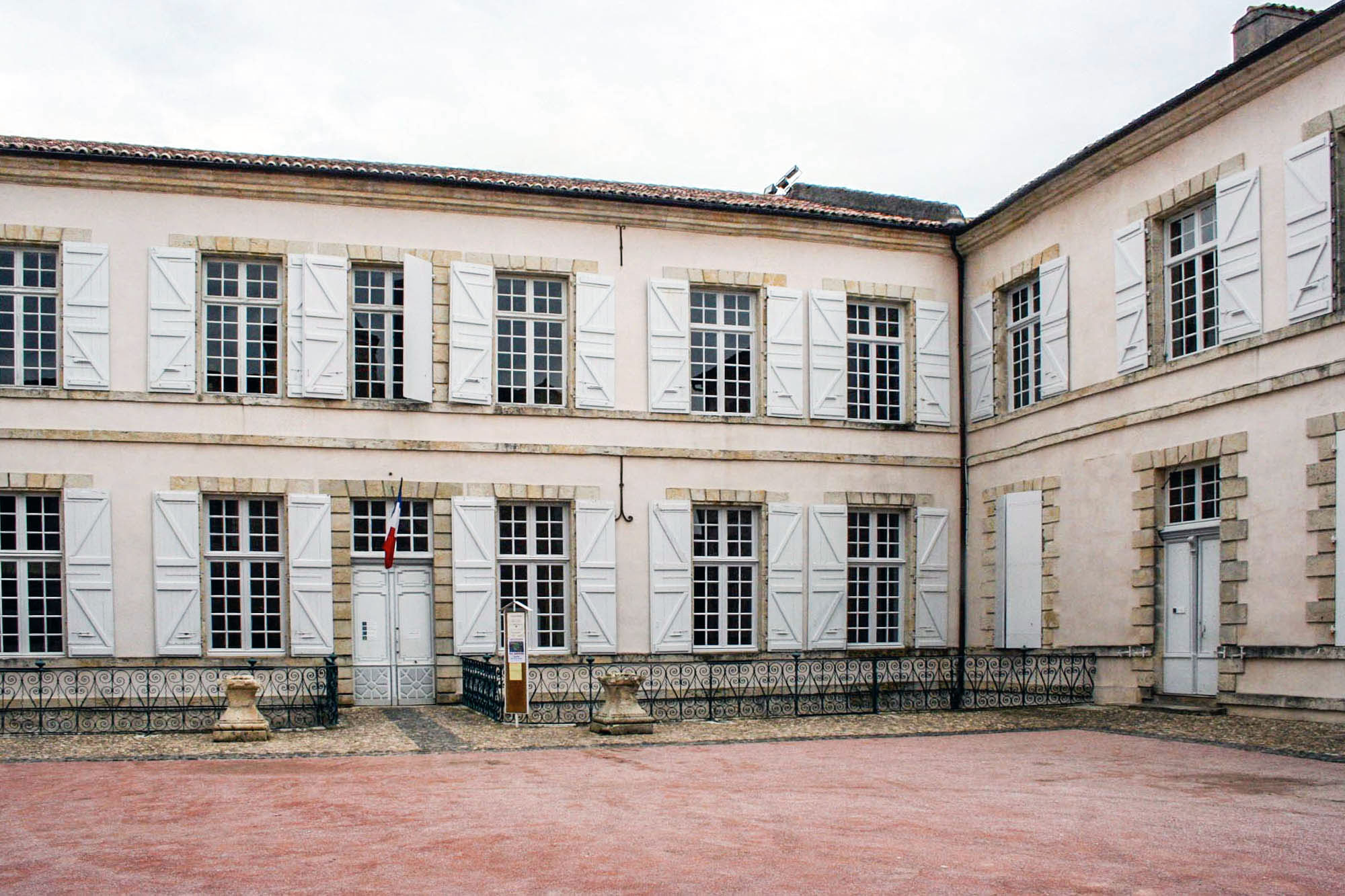
Hôtel de ville.

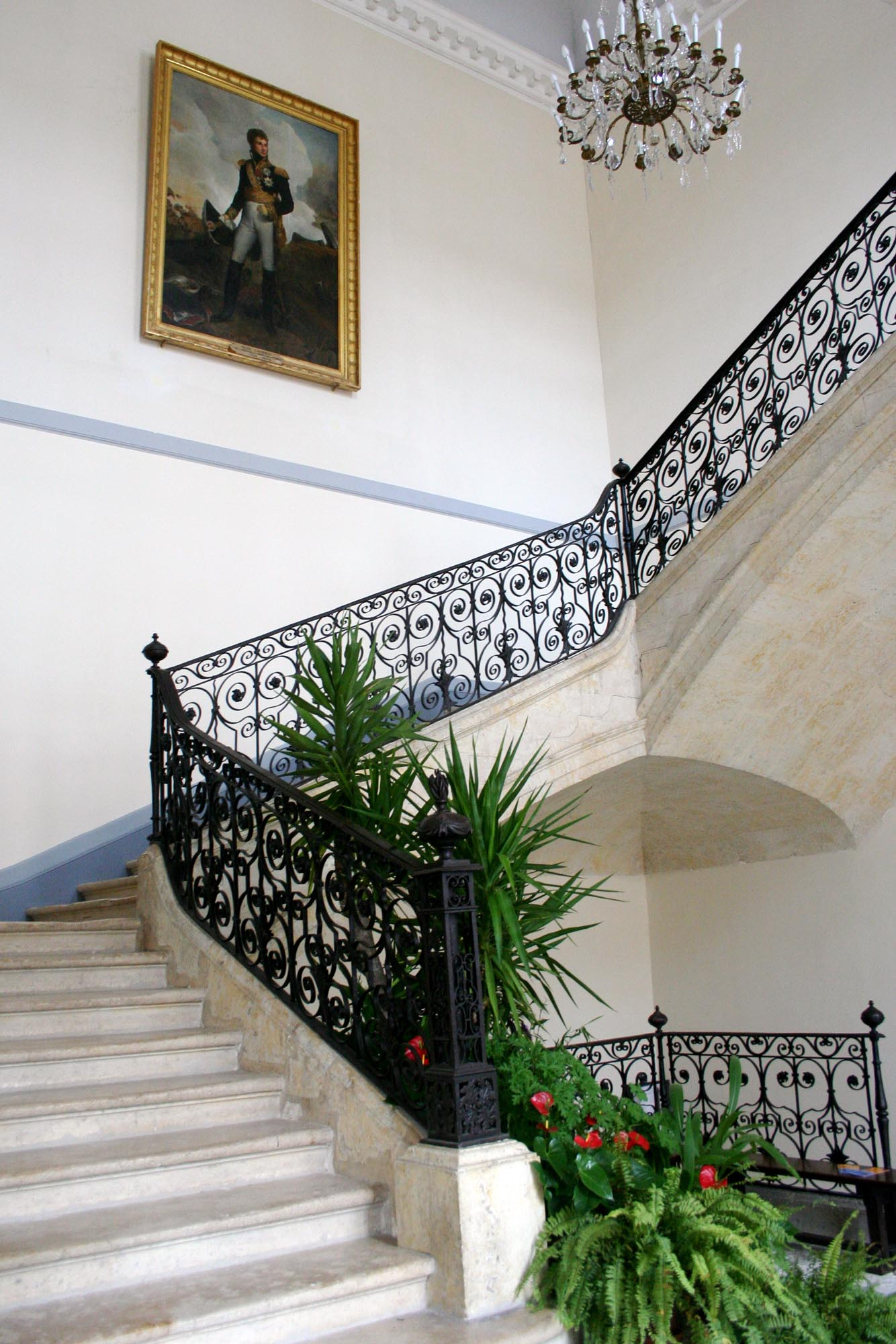
L'escalier de l'hôtel de ville.

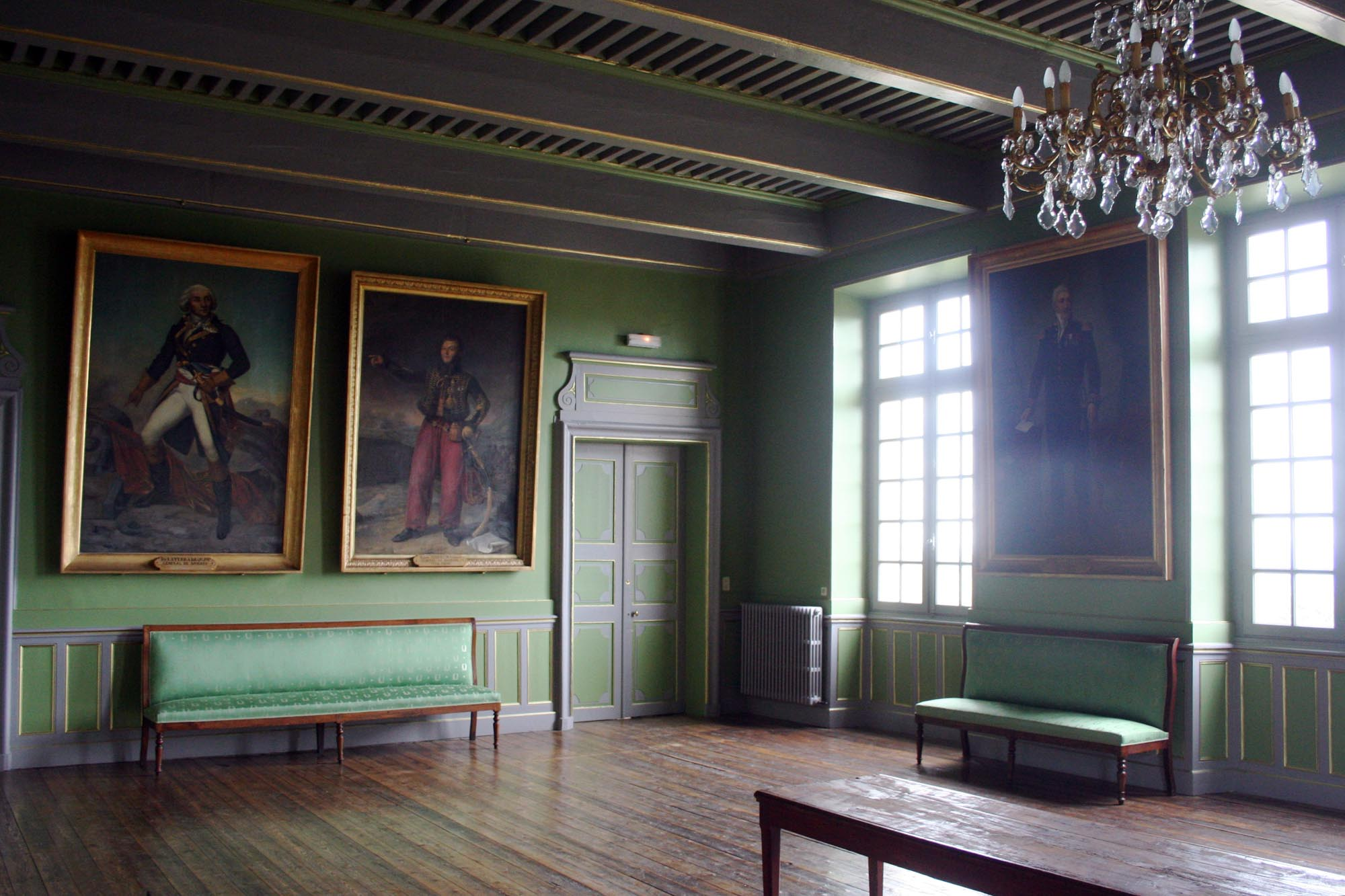
La salle des Illustres.

L’axe principal est constitué par la rue Nationale, ancienne rue Royale et rue Impériale, où se trouvent plusieurs hôtels particuliers des XVIIe et XVIIIe siècles, la tour d'Albinhac du XIIIe siècle, dernière des « maisons fortes » subsistant du Moyen Âge, le portail des Cordeliers, l’église des Carmes ou du Saint-Esprit du XVIe, l'hôpital du XVIIIe élevé par l'évêque Mgr de Narbonne-Pelet, sur l'emplacement du château des comtes d’Armagnac. Au Nord et au Sud, les boulevards suivent le tracé des anciens remparts de la ville, encore présents bien que portes fortifiées et tours aient disparu : le boulevard du Nord à la base des remparts, et le boulevard du Midi établi sur l’ancien chemin de ronde. La seule tour conservée est, à l’angle nord-est, la tour du Bourreau du XIVe siècle. L’ancien bastion défendant la partie est de la ville a été aménagé en promenade publique.
- Hôtel de ville et sa salle des illustres.
- Tour d’Albinhac.
- Tour du Bourreau.

#### Fontaine Diane

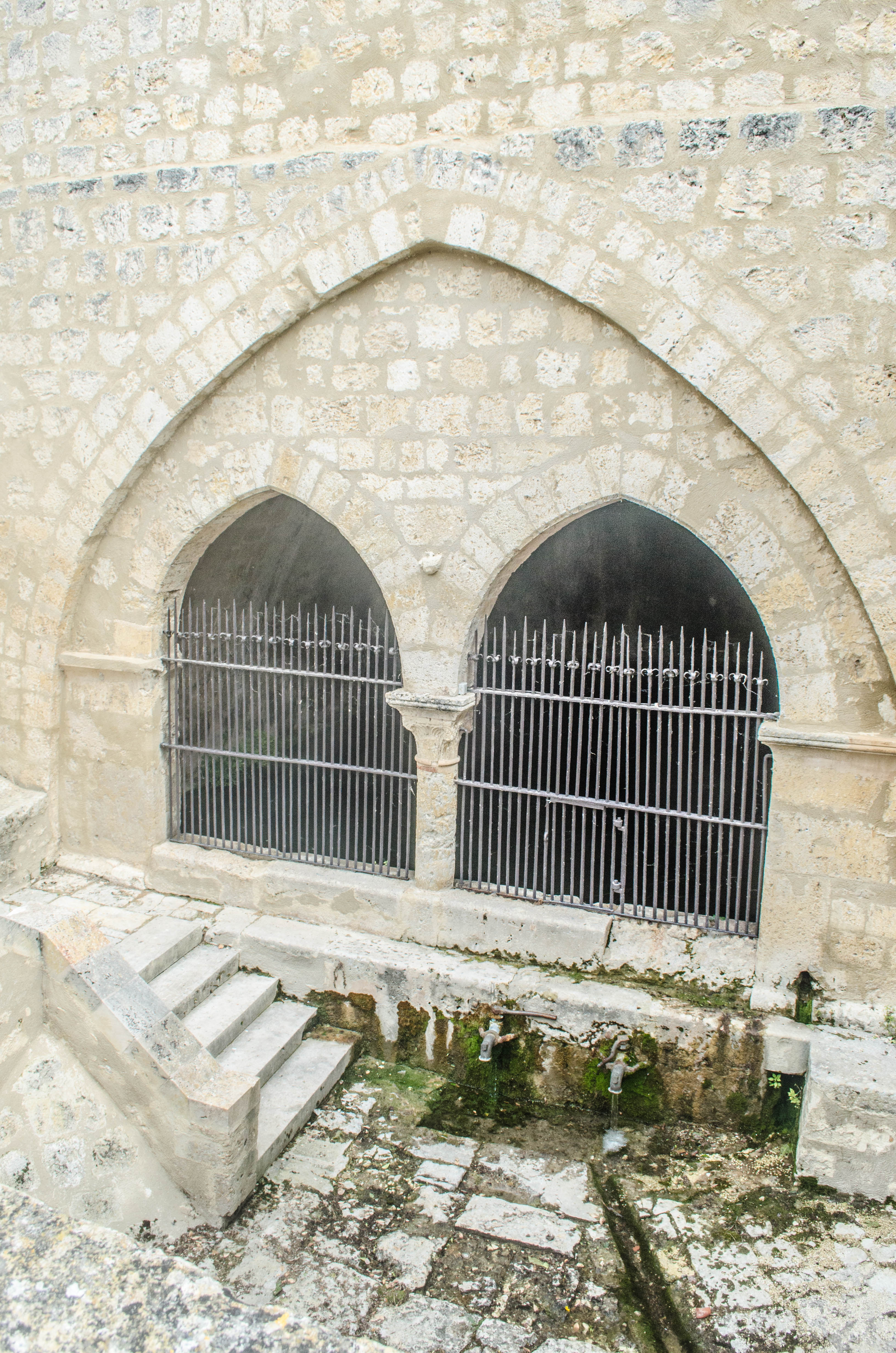
La fontaine Diane

Au sud, la fontaine Diane, Hountélie en gascon, d’origine romaine, habillée de trois arcades du XIIIe siècle. L’origine de son nom est sujette à caution : si elle était probablement bâtie sur un lieu de culte gallo-romain, l’appellation Hountélie a été interprétée comme « fontaine d’Élie », ou comme hount Délios, Délios représentant Diane, et ce nom est resté.
Non loin de là se trouve l'ancienne tannerie royale d'Ydrone, bel exemple d'architecture industrielle du XVIIIe, où travaillaient une centaine d'ouvriers.

#### Bastion
La promenade du Bastion, ancien bastion sud défendant l'entrée principale, à l'est de la ville, transformé en promenade plantée d’ormeaux au XVIIIe siècle, puis de marronniers, avec un kiosque à musique, offre aussi une vue dégagée vers le sud. On y accède à l'est par un large escalier monumental (1839) que surmonte la statue en marbre blanc du maréchal Lannes, par Jean-Pierre Cortot (1834). Le bastion nord, dit « petit bastion », également aménagé en promenade, fut remplacé plus tard par des habitations et une place. Sérieusement endommagés par la tempête Klaus en 2009, les arbres centenaires du Bastion ont été arrachés en 2010 et de nouvelles plantations ont été réalisées, en même temps qu’un nouvel éclairage était mis en place.

#### Monument aux morts
Le monument aux morts, inauguré le 11 novembre 1923, qui s'élevait devant la cathédrale Saint-Gervais et qui a été déplacé récemment square Gambetta, est une œuvre du sculpteur Carlo Sarrabezolles, second grand prix de Rome en 1914, en granit gris de Bretagne, haute de 7,60 m. Il représente une Victoire ailée tenant deux couronnes de lauriers, devant un obélisque.

#### Halle aux grains
La halle aux grains ou halle aux blés, aujourd’hui halle polyvalente, est un édifice construit entre 1842 et 1846 sur l’emplacement de l’ancienne halle et maison commune construite en 1591 et détruite par un incendie en 1840.

#### Hôtels particuliers

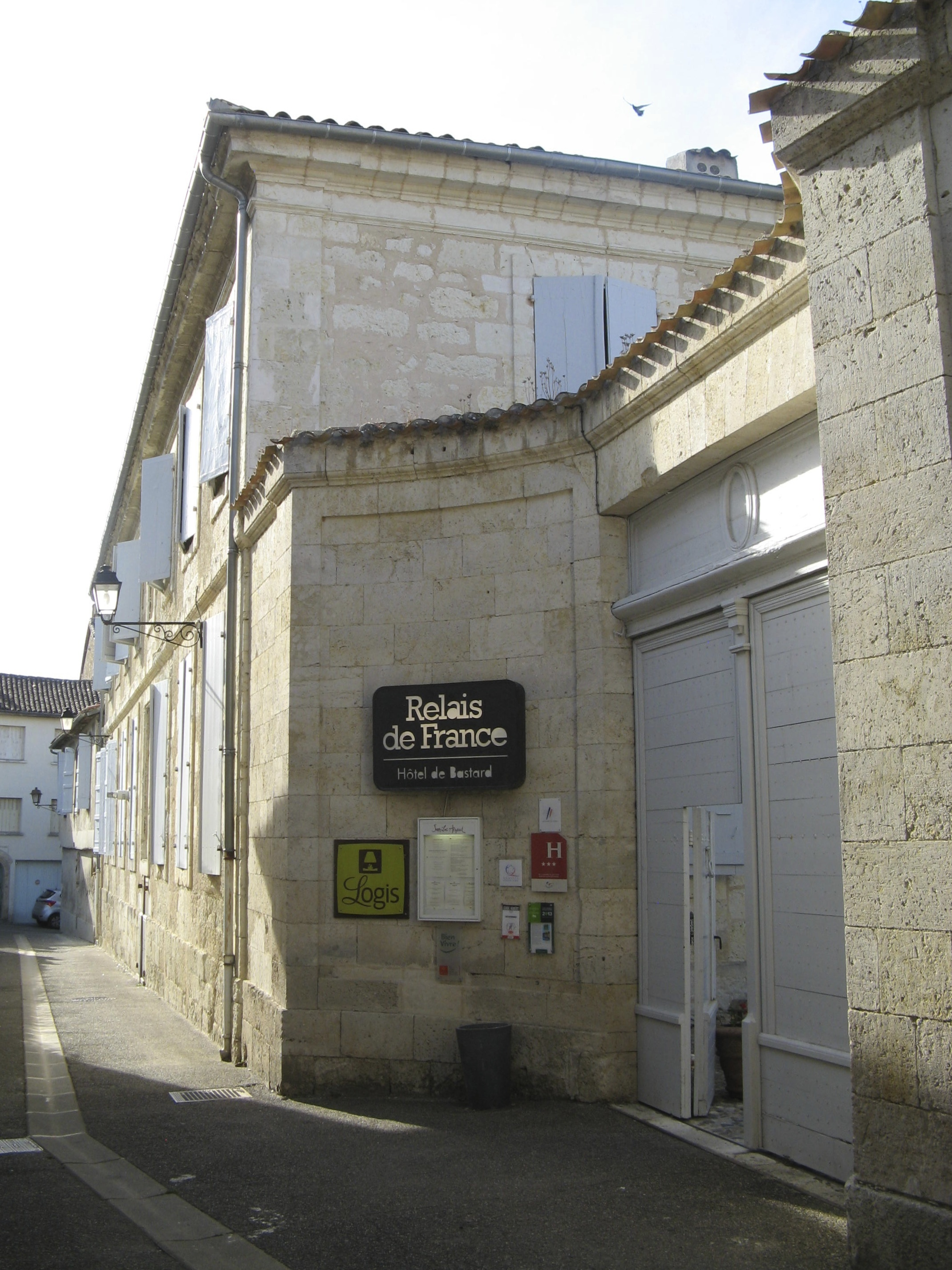
Hôtel de Bastard-Castaing

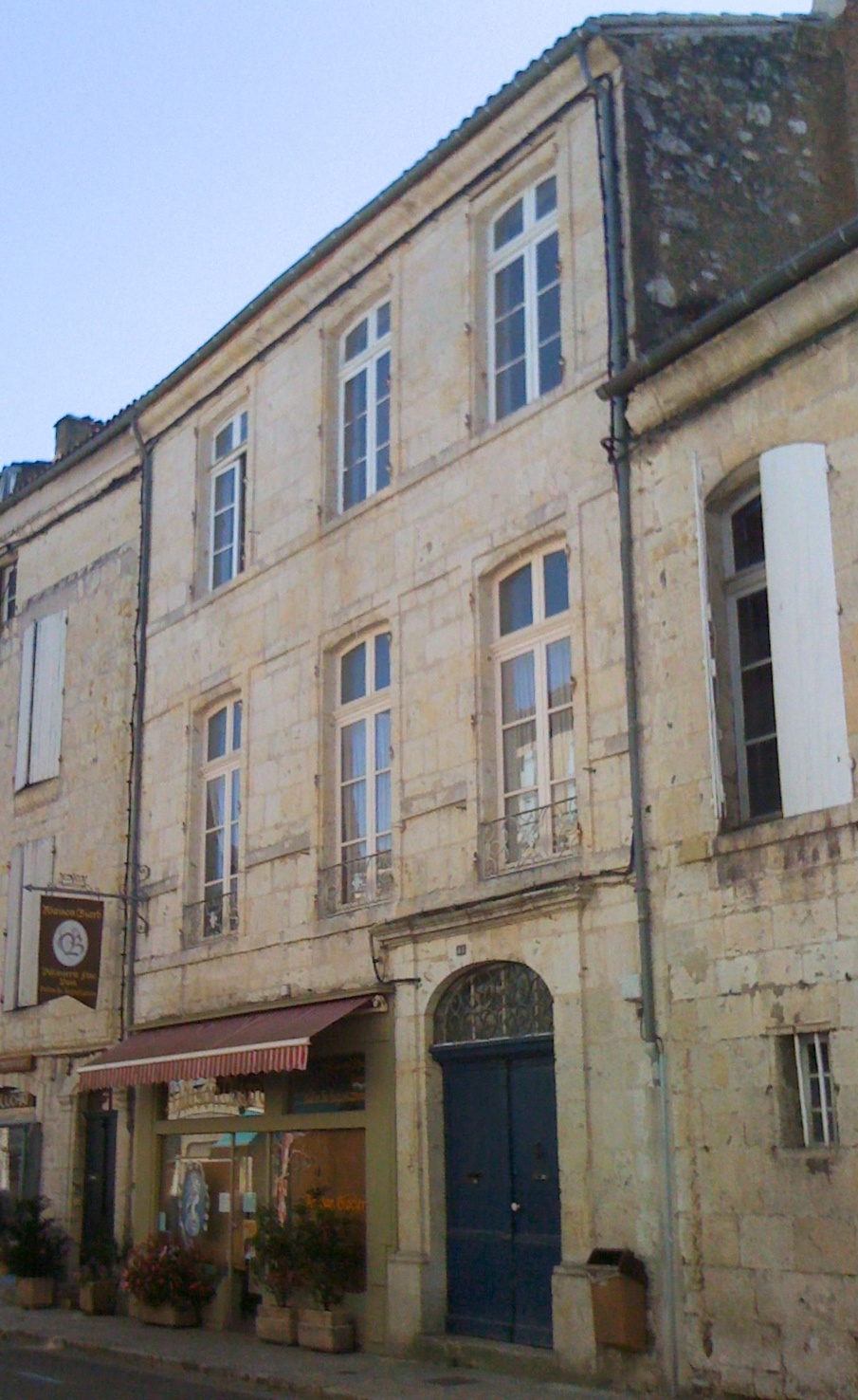
Hôtel Ducasse

La plupart de ces hôtels, demeures de nobles ou de bourgeois aisés, furent construits aux XVIIe et XVIIIe siècles dans une architecture classique d’une grande sobriété. Beaucoup ne sont visibles extérieurement que par leur grand portail d’entrée. Leurs noms, qui étaient plus souvent précédés de « maison » plutôt qu’« hôtel », ont beaucoup varié dans le temps selon leurs propriétaires successifs et peuventt donner lieu à des confusions.
- Hôtel des Trois Boules, presbytère

Bâtie au XVIIe siècle au plus près de la cathédrale par Pierre Ducassé, juge-mage et président au Présidial d’Armagnac, cette demeure se signale par son grand portail classique sommé de trois boules de pierre. Après avoir été la propriété de Joseph Dupin, frère du général d’Empire, et à ses descendants, cet hôtel est aujourd’hui le presbytère.
- Hôtel de Bastard-Castaing

Situé dans la rue Lagrange, cet hôtel bâti à la fin du XVIIIe siècle fut successivement la propriété des familles de Castaing, puis de Bastard. Durant tout le XIXe siècle, la baronne douairière de Bastard y tint un brillant salon, de tendance royaliste, jusqu'à sa mort en 1867. L'hôtel fut racheté par les Dufour, qui possédaient également le château de Crabé, non loin de Lectoure. Par alliance, l'hôtel échut à la famille Touzet qui en fit son garde-meuble, et le vendit en 1948.
- Hôtel Subervie

Situé dans la rue Subervie, cet hôtel de deux étages fut la demeure de Jacques-Gervais Subervie, général d’Empire puis député du Gers. On ignore par qui il fut construit. Il présente une façade classique, une porte cochère avec un arc en anse de panier jouxtant un portail marqué par deux pilastres et un entablement droit, maintenant remplacé par une fenêtre. L’intérieur présente un escalier avec une rampe de ferronnerie. La maison s’ouvre largement vers le vallon au Nord. Le peintre Charles Naillod (1876-1941) y installa son atelier les dernières années de sa vie.
- Hôtel de Saint-Géry

Situé rue Dupouy, cet hôtel XVIIIe possédait d’importantes dépendances dont il fut amputé en 1883 pour construire l’école primaire de filles (aujourd’hui école Jean-François Bladé).
- Hôtel Ducassé

Cette maison, 41 rue Nationale, n’est plus connue sous ce nom : elle appartenait en 1682 au juge-mage Pierre Ducassé. Construite au XIIe ou XIIIe siècle, elle conserve deux salles couvertes de voûtes en berceau brisé ornées de peintures murales du début du XIVe siècle, classées aux Monuments historiques.
- Hôtel de Bastard

Peut-être construit, rue Nationale, sur l’emplacement d’une maison forte, l’hôtel appartenant à Michel Bordes, homme de loi, fut vendu en 1809 à Jean-Baptiste de Bastard.
- Hôtel Descamps

Situé au 91 de la rue Nationale, et rejoignant à l’arrière la rue de l’Abbé-Tournier, cet hôtel fut construit après 1767. Il est acheté en 1799 par Bernard Descamps, avocat à la sénéchaussée puis député. Il possède entre autres des plafonds dont les poutres sont peintes. Propriété de la famille Touzet par héritage. Vendu en 2007.
- Hôtel Guilhon

Anciennement appelé hôtel de Longpré, du nom de la famille Reynard de Longpré qui l'a possédé de 1763 à la fin du XIXe, époque où, par mariage, l'hôtel était possédé par la famille Descamps, qui possédait l'hôtel du même nom et bâti juste à côté. Bâti sur une parcelle étroite, l’hôtel Guilhon ne présente rue Nationale guère plus que la largeur de son portail classique en plein cintre, surmonté d’un fronton triangulaire et flanqué de deux ailerons. Après une longue cour, l’hôtel établi dans une partie plus large présente une aile sur la gauche. Il communique au sud avec la rue de l’Abbé-Tournier. Il est depuis 2017 aménagé en chambres d’hôte.
- Hôtel de Goulard

L’hôtel de Goulard, longtemps appelé maison Gardeil, étend sa longue façade sur un côté entier de la place Boué de Lapeyrère, ancienne place d’Armes. Abritant maintenant les thermes de Lectoure, on y accède par le portail et la cour donnant sur la rue Nationale.

#### Ancien collège
Ancien collège des Doctrinaires, puis collège et lycée Maréchal-Lannes, construit à partir de 1630, puis reconstruit en 1741, il est en voie de rénovation pour devenir l’Hôtel des Doctrinaires en liaison avec l’hôtel Goulard et les thermes de Lectoure.

#### Ancien hôpital, ancien château des comtes d’Armagnac
L’ancien château des comtes d'Armagnac, un des mieux fortifiés en son temps, occupait l’éperon ouest à l'extrémité de la ville, dont il était séparé par des ouvrages fortifiés visibles sur le plan de Mérian, aujourd’hui disparus. Progressivement démantelé, sur son emplacement, au XVIIIe siècle, l’évêque Claude-François de Narbonne-Pelet fit construire un hôpital, bel exemple d’architecture classique, s’ouvrant sur une cour carrée bordée d’arcades sur trois côtés. Sur l’arrière, du côté ouest, des vestiges de l’ancien château sont encore visibles. Au pied des remparts se trouvent les allées Montmorency, ainsi nommées selon une légende fermement établie : en 1632, Henri II de Montmorency, gouverneur du Languedoc, a comploté contre le pouvoir royal de Louis XIII afin de conquérir l'indépendance de sa province. Battu et fait prisonnier à la bataille de Castelnaudary, il fut emmené au château de Lectoure, assez loin du Languedoc où il était soutenu par la population. Mais la population lectouroise était aussi en sa faveur. Selon la légende, les dames de Lectoure décidèrent de lui donner une occasion de s'évader. Elles firent passer au prisonnier un gâteau, dans lequel était cachée une échelle de soie. Malheureusement, l'échelle était trop courte : le duc chuta et se blessa. Il fut repris, et connut le destin que l'on sait, condamné à mort, il fut décapité dans la cour du Capitole de Toulouse. Il est possible qu’une tentative d’évasion moins romantique, où un gardien complice fut démasqué et tué, ait eu lieu.
Non loin de l'hôpital, le cimetière Saint-Esprit comprend un carré militaire comprenant les tombes de 73 tirailleurs sénégalais, qui étaient stationnés à Lectoure durant la Première Guerre mondiale et furent décimés (98 morts) par la grippe « espagnole » en octobre 1918 et mars 1919 et auxquels un hommage est rendu annuellement,.

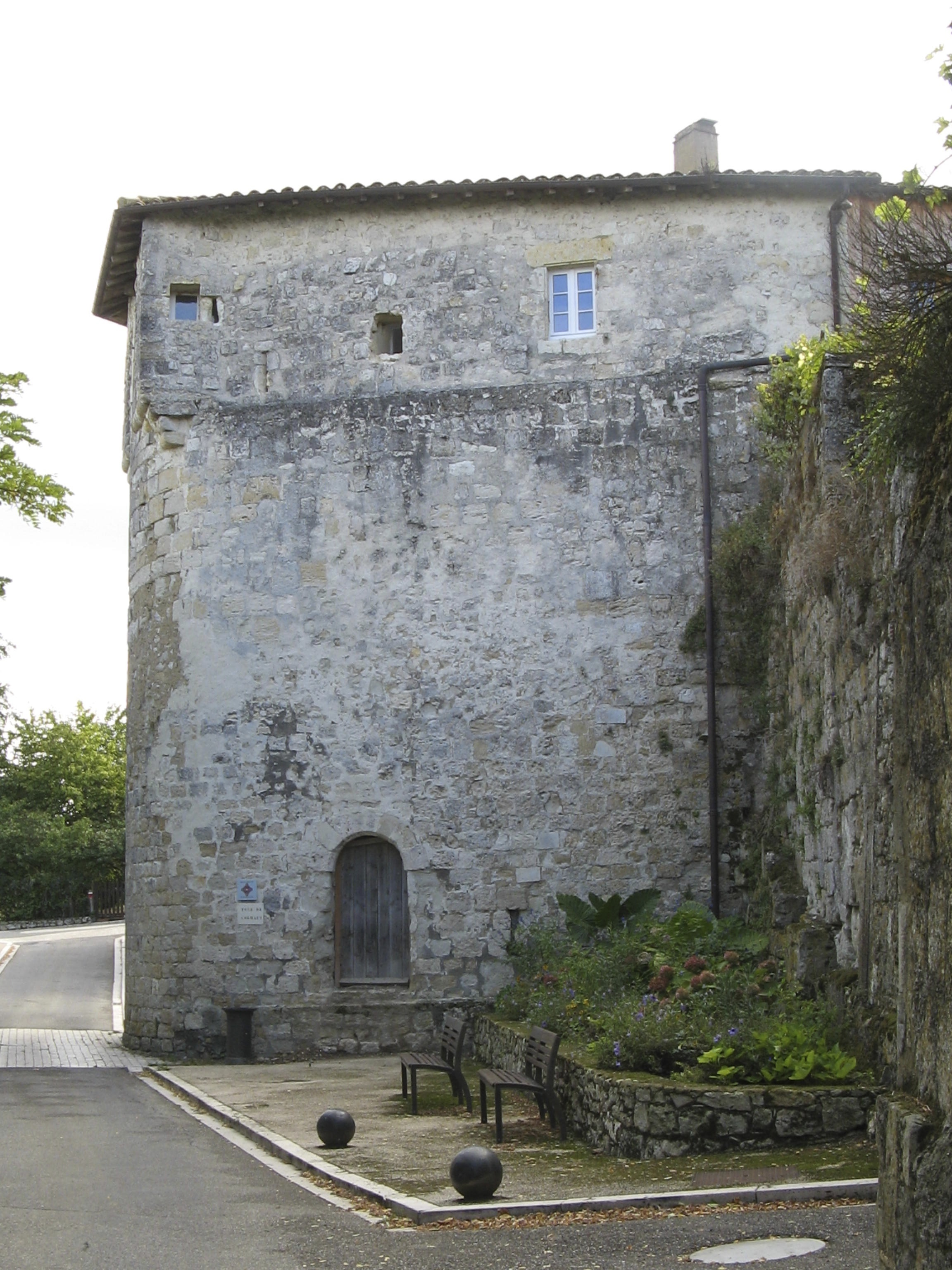
Tour du Bourreau

#### Châteaux ettours-salles
- Chartreuse de Vacquier

Maison à un niveau comprenant chapelle, communs, cour et pigeonnier, construit vers 1784 pour M. de Paris, sur un domaine ayant appartenu à Vaquier, sénéchal d’Armagnac.
- Salle de Lesquère

Tour-salle du XIIIe ou XIVe siècle, remanié à la fin du XVe et au début du XVIe siècles. Adjonction de cage d'escalier au XVIIe siècle. Construction de corps de logis au XVIIIe siècle.
- Château-salle noble de Tulle

Mentionnée en 1491 et en 1597 dans le Terrier de Lectoure comme salle noble. Possédé par le dernier évêque de Lectoure à la Révolution, Mgr Louis-Emmanuel de Cugnac. Il ne subsiste que le logis du XVIIe, partiellement détruit et remanié en 1824. Propriété de l’avocat et écrivain Alcée Durrieux, puis de l’amiral Boué de Lapeyrère.
- Château d'Aurignac

Possédé par la famille Chastenet de Puységur au XVIIIe siècle, puis vendu à Joseph Monbrun, procureur du présidial de Lectoure en 1782. Le château actuel date du XVIIIe siècle, reconstruit sur la base d'une tour-salle.
- Chartreuse d'Arton

Reconstruite sur un édifice antérieur vers 1870. De nombreux éléments architecturaux proviennent du château d'Aurignac. Possédé par la famille Montal.
- Salle du Castaing

Tour-salle du XIIIe ou XIVe siècle ; adjonction d'une tour d'escalier au XVIIe. Acquise en 1769 par Joseph de Mallac, conseiller du Roi, procureur du Roi au Sénéchal et Siège Présidial d'Armagnac. Vendue par la famille Touzet, descendante des Mallac, en 1988.
- Château-salle de Combarrau

L'actuel corps d'entrée est une salle du XIIIe ou XIVe siècle, considérablement agrandie au cours des XVIe ou XIXe siècles.
- Château-salle de Crabé

Ancienne salle du XIIIe ou XIVe siècle, remaniée au XVe siècle. Adjonction de corps de logis en 1817. Aménagements intérieurs à partir de 1856 pour la famille Dufour. Propriété de la famille Touzet.
- Château-salle de la Cassagne

Salle fortifiée au XVIe siècle pour Mademoiselle de Bordis, agrandie au XVIIe siècle pour Mademoiselle de Cère.
- Château de la Coupette

Construit à la fin du XVIe ou au début du XVIIe siècle. Ferme actuelle.
- Château de Cujon

Édifice du XVIIe siècle, remanié au XIXe.
- Château de Hustarrau

Ancienne salle, agrandie pour Jean-François Pérès, sieur de Hustarrau, au XVIIe siècle ; remaniée au XIIIe ou XIVe.
- Château de Lasserre

Construit entre 1846 et 1852 pour Henri et Guillaume Courrent
- Château de Castel-Picon

Salle du XIVe siècle mentionnée dès 1491, avec son seigneur Michel de Lisle. Reconstruite au XVIe siècle, puis au XVIIe. Possédée par la famille Chastenet de Puységur. Remaniée aux XIXe – XXe siècles

#### Édifices religieux

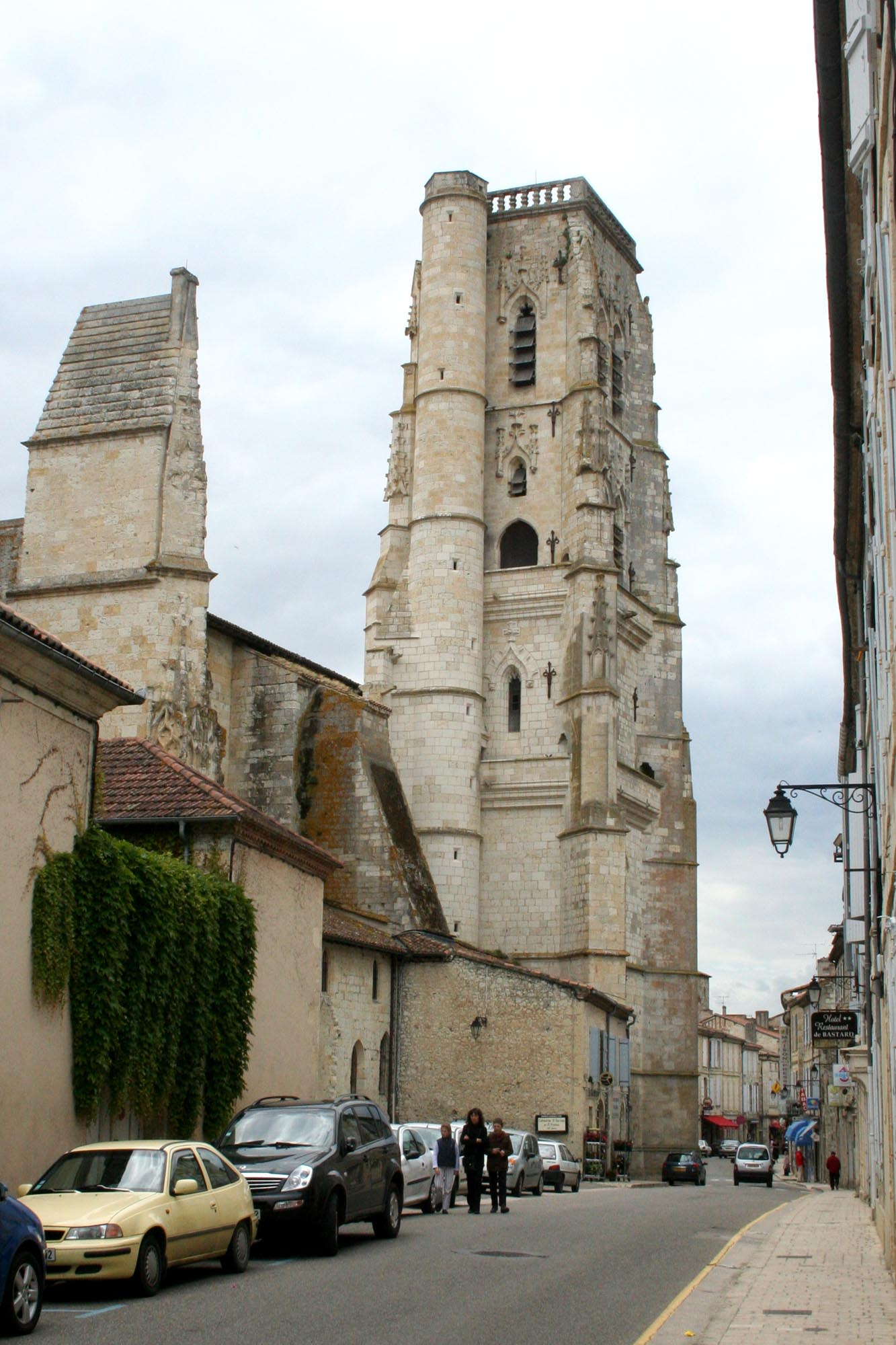
Clocher, vu de l'est

- Cathédrale Saint-Gervais et Saint-Protais, rue Fontelie.

La cathédrale occupe l'emplacement présumé d'un temple gallo-romain de Cybèle.
La nef, à l'origine romane et probablement faite pour une série de coupoles, fut rebâtie en 1325 en ogives, puis en 1540, le chœur en style flamboyant.
La tour de plan carré à cinq niveaux, élevée en 1488 par le maître d'œuvre tourangeau Mathieu Reguaneau, possédait un étage supplémentaire octogonal et une flèche qui en faisaient un des plus hauts clochers de France. Elle fut détruite juste avant la Révolution sur l’ordre du dernier évêque, Emmanuel-Louis de Cugnac. Elle aurait, selon une légende locale non fondée, attiré la foudre jusqu’à la cave de l’évêché, causant ainsi le bris de milliers de bouteilles épiscopales.
Des retables du XVIIe siècle, du XVIIIe siècle, et du XIXe siècle ; des portraits d'évêques, des ornements sacerdotaux, un lutrin du XVIIe siècle, 36 stalles, une Assomption de marbre blanc d'origine italienne (XVIIIe siècle) constituent l'essentiel du riche mobilier de la cathédrale. Elle conserve aussi les reliques de saint Clair d'Aquitaine, évangélisateur et hypothétique premier évêque de Lectoure, après avoir été celui d'Albi. Il subit le martyre avec ses compagnons au pied des remparts. Transférées à Bordeaux, ses reliques furent ramenées à Lectoure, en grande pompe, le 12 octobre 1858. Un musée d'Art sacré a été installé dans l'ancienne sacristie.
- Église du Saint-Esprit, rue du 14-Juillet.

L'église paroissiale du Saint-Esprit est le seul vestige de l'ancien couvent des Carmes dont elle constituait la chapelle. Vendue comme bien national à la Révolution, elle fut rendue au culte au XIXe siècle et subit de nombreux remaniements. Elle abrite un beau retable avec une Assomption de l'école espagnole, et plusieurs toiles religieuses qui ne manquent pas d'intérêt.
L'église est répertoriée à l'Inventaire général Région Midi-Pyrénées.
- Chapelle des Carmélites, rue Montebello.

La chapelle du Carmel est comprise dans l'enceinte du couvent qui abrite encore quelques religieuses carmélites. Le maréchal Antoine de Roquelaure, qui fut gouverneur de la ville, l'avait comblée de bienfaits, à commencer par l'offre de la maison et du jardin où s'installa le couvent. Au XVIIIe siècle, le couvent est un foyer de défense et de propagation du jansénisme. De l'extérieur, la chapelle ne se signale que par la porte classique, rue Marès, surmontée d'une niche contenant une statue de la Vierge, entre deux ailerons, elle-même sommée d'un fronton triangulaire à trois boules. Sous la niche, figure le blason du Carmel. La nef est divisée en trois travées. La partie réservée aux fidèles est séparée du chœur par un large escalier de dix marches.
Le chœur, donc très surélevé, est construit sur une sacristie, devenue une crypte en clôture. L'autel, encore surélevé de trois marches, est en marbre blanc et rouge et présente un retable où figurent des statues de Saint-Jean de la Croix et de saint Joseph, encadrant une peinture de la Vision de sainte Thérèse (XVIIIe s.). Sur la gauche s'ouvre une petite chapelle de N.-D. du Sacré-Cœur, et du côté opposé, un grand arc grillagé marque la tribune réservée aux religieuses, où des stalles auraient été offertes par Louise de France, fille de Louis XV et elle-même Carmélite.
Les murs de la nef sont couverts de douze peintures en camaïeu à sujets religieux. Le plus remarquable est le plafond, à nervures dorées à peine cintrées, qui reprennent un plan de croisées d'ogives à liernes et tiercerons, avec des clés pendantes portant le blason du Carmel. Les peintures originales de 1684 furent restaurées au XIXe siècle par le peintre lectourois Paul Noël Lasseran. L'ensemble n'est pas sans évoquer la chapelle des Carmélites de Toulouse.

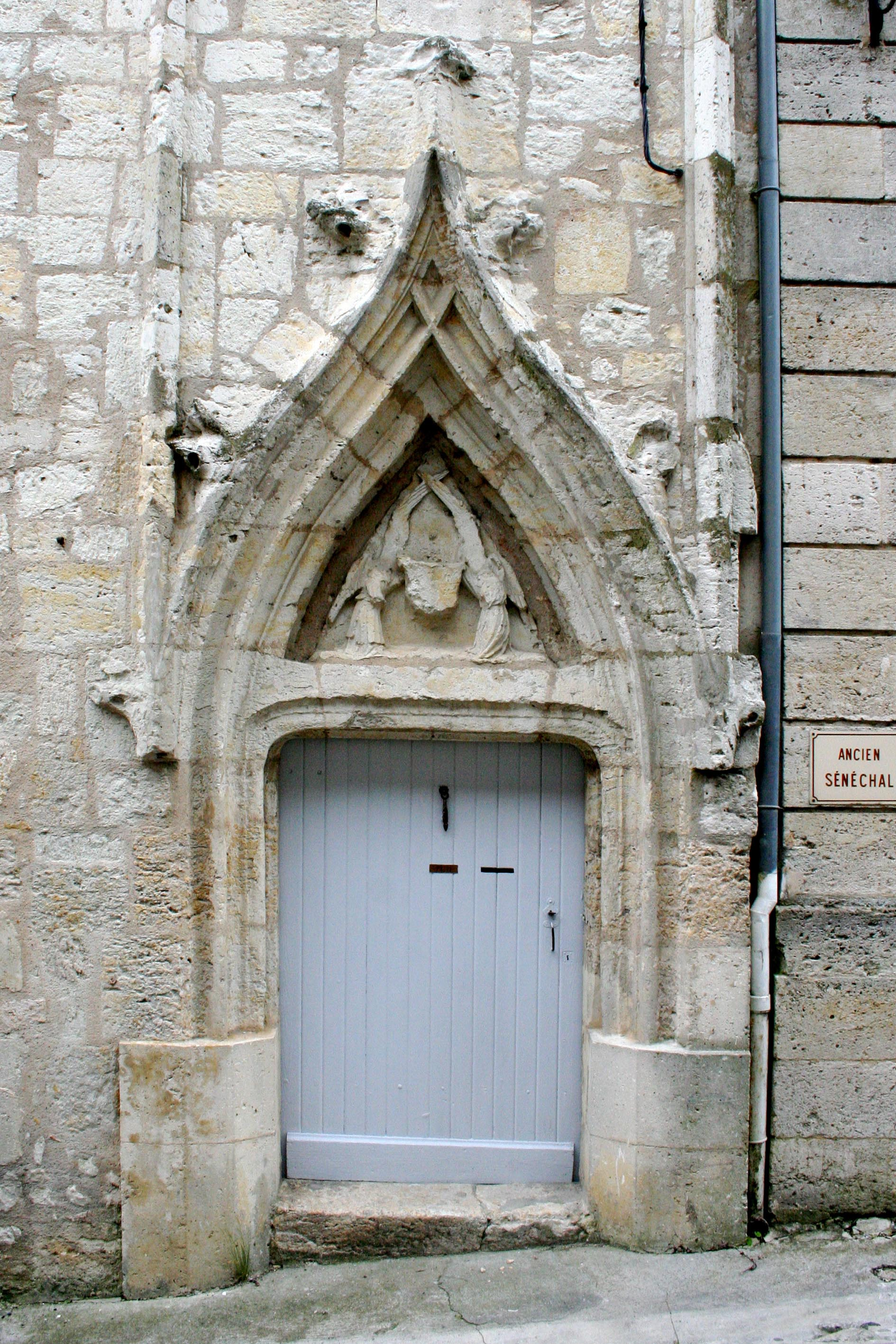
Porte de l'ancienne sénéchaussée
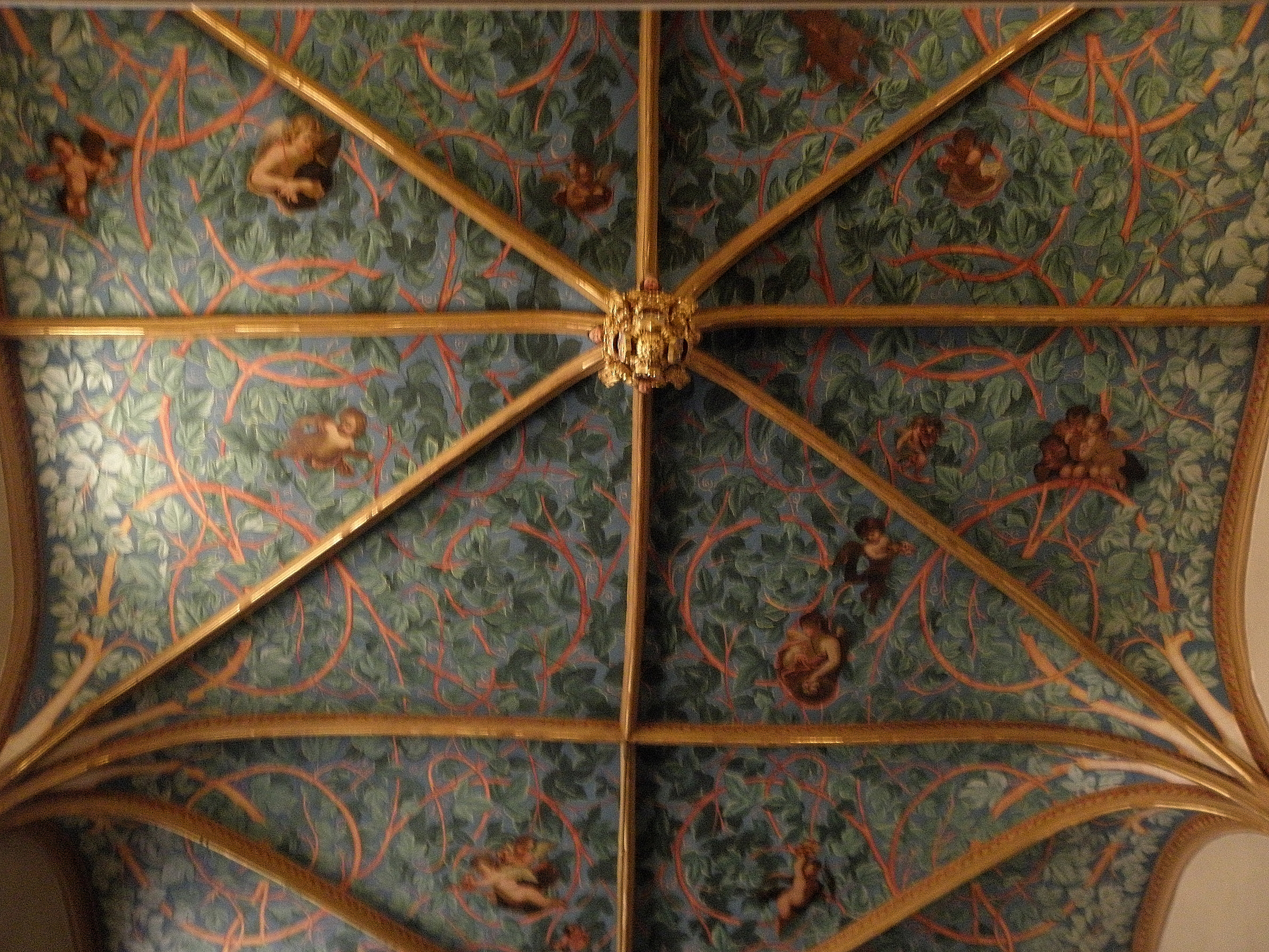
Plafond de la chapelle des Carmélites
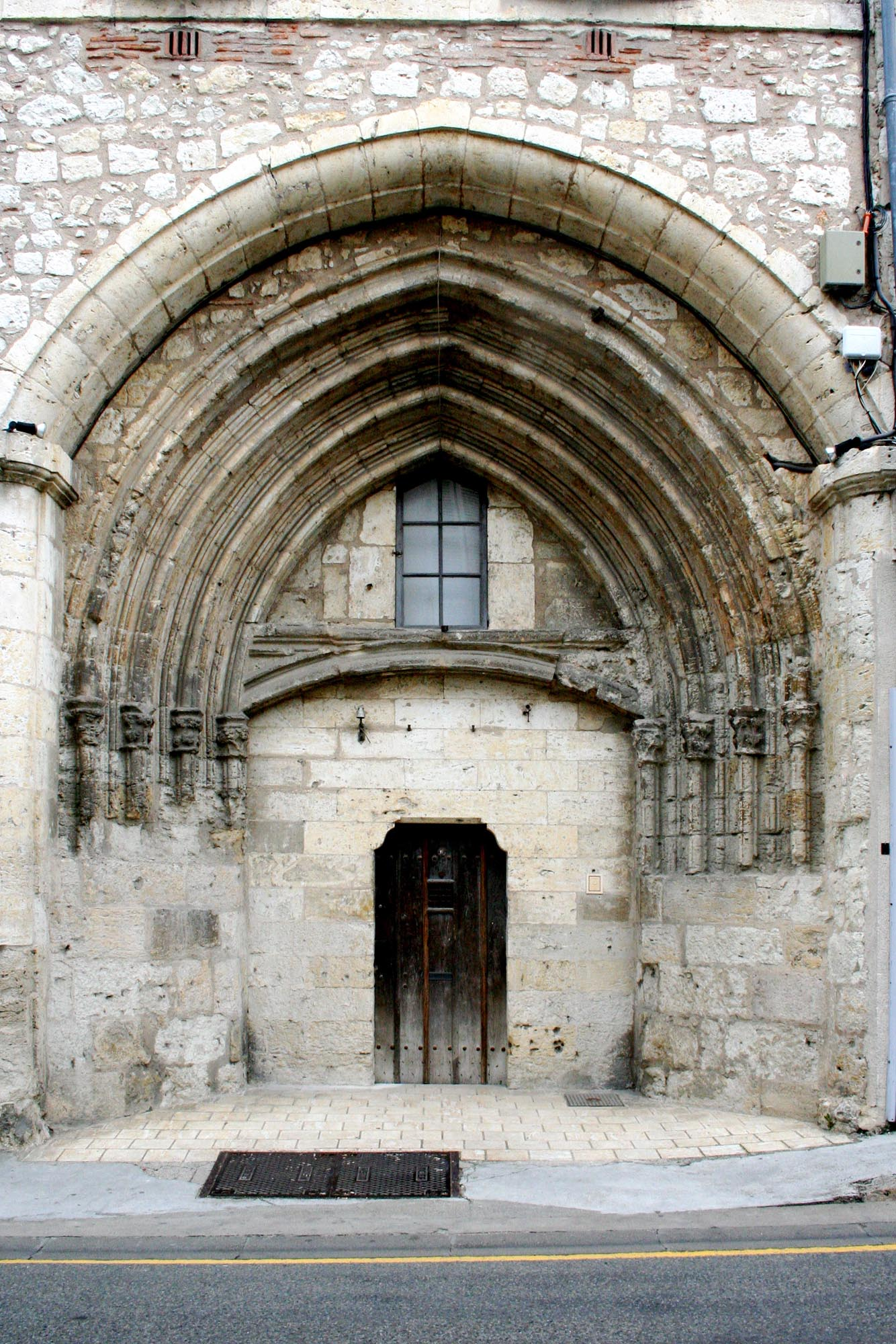
Portail de l'ancienne église des Cordeliers

Ancienne église des Cordeliers, rue Nationale.
L'église des Cordeliers ne subsiste que par son portail gothique, très altéré. Orientée sud-nord, elle présentait un vaste volume où se voient encore une grande fenêtre murée, à l'Est, et des enfeus. Au XIXe siècle, à l'intérieur de la nef dépourvue de voûtes, on a construit un solide bâtiment avec des salles voûtées, qui était la prison.
Les vestiges de l'église de l'ancien couvent et de l'ancienne maison d'arrêt sont inscrits à l'inventaire des monuments historiques depuis 1999.
- Chapelle Saint-Gény, Nationale 21.

La chapelle Saint-Gény, au sud de la ville, dans la plaine, est un édifice très ancien. Il est supposé être le tombeau de Huginius, plus connu sous le nom de saint Gény, ermite introducteur du christianisme à Lectoure à la fin du IIIe siècle. Probablement bâti sur l'emplacement de la première église antique, encore qu'il n'y en ait aucune preuve formelle, le monastère avait été fondé au Xe siècle. En 1059 il brûla entièrement et en 1074 les ruines furent confiées à l'abbaye Saint-Pierre de Moissac, puis à Cluny, qui dans une construction nouvelle fonda l'actuelle église de Saint-Gény. Les parties visibles datent de la reconstruction au XVIe siècle.
L’église, à l’abandon depuis la Révolution, fut rachetée au XIXe siècle par l’abbé de Cortade qui en entreprit la restauration. La nef se présente comme une construction de style gothique méridional. La façade à fronton galbé flanquée de deux tourelles à poivrières, qui peut rappeler le XVIIIe siècle, date de 1876 et est l’œuvre de l’abbé de Cortade. Il retrouva dans la crypte un sarcophage, supposé être celui de saint Gény, très abîmé, qu’il fit restaurer avec quelque excès. Après sa mort, la chapelle retourna à l’abandon, à part dans les années 1930 où ses nouveaux propriétaires, la famille Soulès, lui redonnèrent un peu de vie.
Des moines français, rattachés à l'Église orthodoxe serbe, en Europe occidentale, ont repris le flambeau. La réouverture s'est faite à Noël 2000, en présence de Monseigneur Luka Kovasevic. On peut y voir le sarcophage et le reliquaire du saint ermite et de ses compagnons martyrs au IVe siècle. Le monastère a un musée d’icônes.
- Église de Tané, route de Tané.
- Chapelle du cimetière nord, chemin du Ruisseau.
- Chapelle de la Providence, cours Gambetta.
- Chapelle du couvent de Dominicains, des sœurs de la Providence de Lectoure.

### Patrimoine culturel

#### Musées
- Musée Eugène-Camoreyt

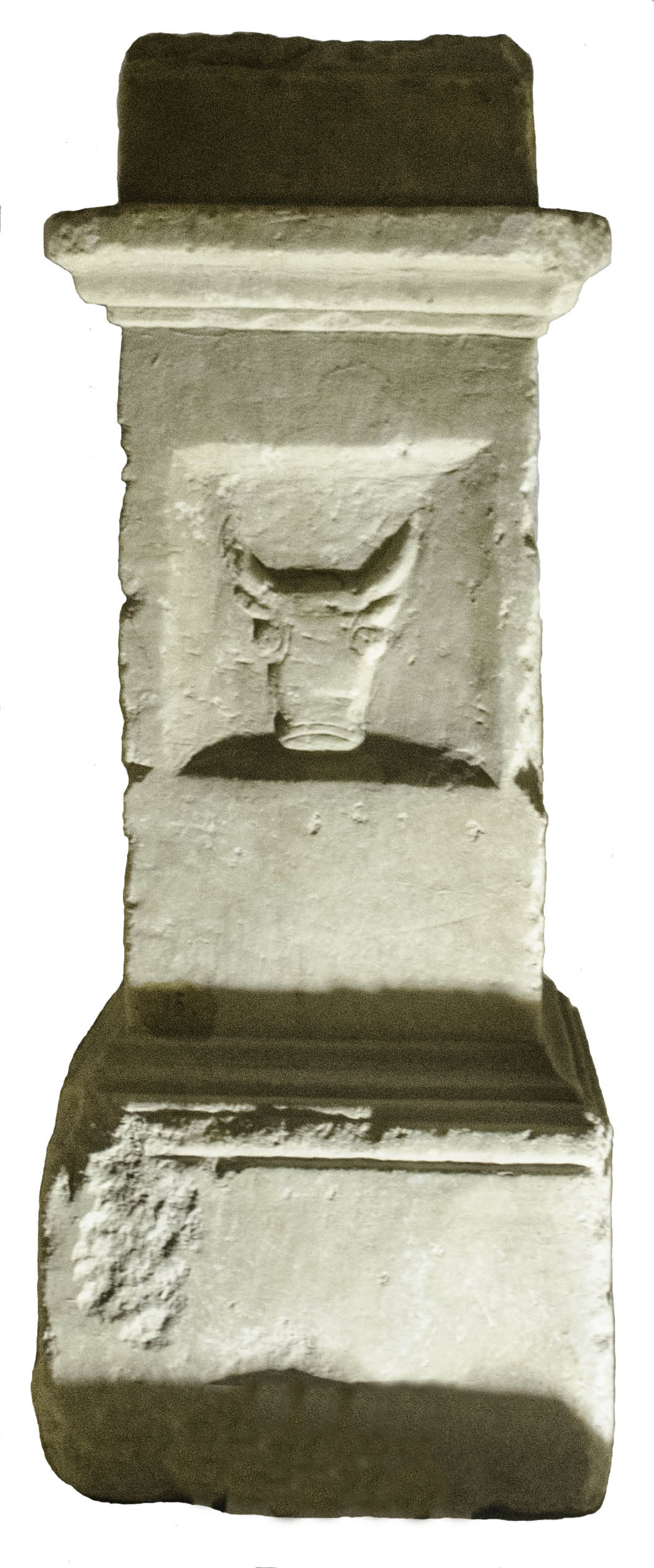
Un des 20 autels tauroboliques du musée

L'hôtel de ville abrite le musée Eugène-Camoreyt, composé de quatre parties distinctes : au rez-de chaussée, une pharmacie ancienne reconstituée autour d'une cheminée Renaissance, une salle consacrée au maréchal Lannes, et une autre à l’amiral Boué de Lapeyrère.
Au sous-sol voûté, le musée lapidaire et archéologique, avec les 20 autels tauroboliques (commémorant un sacrifice de taureaux au sang purificateur), dédiés aux cultes de Cybèle et de Mithra, et trouvés en 1540, pendant les travaux de reconstruction de la cathédrale. Les consuls de l'époque ayant décidé d'en constituer une collection publique, on peut considérer que ce musée, qui présente également des monnaies et vestiges archéologiques (dont un sarcophage en marbre blanc de l'école d'Aquitaine) de la cité gallo-romaine établie sur la plaine du Gers, est un des plus anciens de France.
- Musée de peinture : la ville possédait aussi un musée de peinture, constitué par les dépôts de l’État à partir du XIXe siècle, dont les œuvres sont réparties dans diverses salles de l’hôtel de ville. Installé à l’origine dans une salle voisine de la salle des Illustres, ce local s’avéra trop petit et les toiles, dont certaines de grandes dimensions, furent déplacées dans les locaux du tribunal ou stockées dans des couloirs, et dispersées. Ce musée fut constitué à partir de 1880 à l’initiative du maire et député Albert Descamps. Le musée comprenait notamment, outre des gravures, des peintures d’Alfred Garcement (1842-1927), Maxime Dastugue (1851-1909), George Louis Poilleux Saint-Ange (1853-1911), Charles Perrandeau (1865-1903), Alphonse Stengelin (1852-1938), Marie-Paule Carpentier (1876-1915), Clémentine-Hélène Dufau (1869-1937), Étienne Fournès, etc., un ensemble de peintres représentatifs de l’École française du XIXe et du début du XXe siècles et du style « Salon » qui ne manquent pas d’intérêt[62].

Le jardin des Marronniers, ancien jardin de l'évêché, possédait un théâtre de verdure qui accueillait régulièrement la troupe de la Comédie-Française (une plaque rappelle que la tragédienne Madeleine Roch joua ici pour la dernière fois, et une allée porte le nom du Comédien français Albert Lambert). Il domine une terrasse où se trouve la piscine municipale et offre une vue sur la plaine du Gers vers le sud jusqu'aux Pyrénées. La table d’orientation en lave émaillée qui s’y trouve actuellement, prévue à l'origine pour la promenade voisine du Bastion, n’y fut jamais installée car on s’est aperçu au dernier moment qu’elle comporte des erreurs.

### Personnalités liées à la commune
Antiquité- XVIIIe siècle

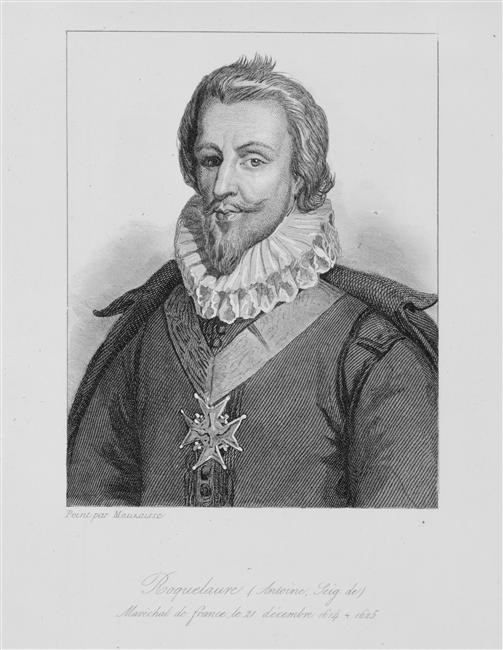
Antoine de Roquelaure
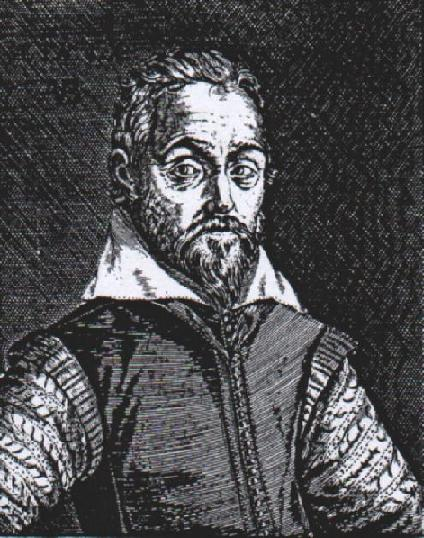
Joseph du Chesne
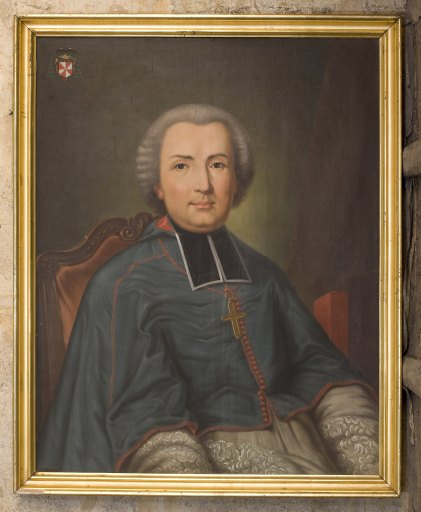
Emmanuel-Louis de Cugnac

- Les saints de l’Église catholique Gény (né et mort à Lactora), Clair d'Aquitaine, Babyle et Maurin, y sont morts martyrisés ;
- Édouard Ier (roi d'Angleterre) (1239-1307)
- Jean V d'Armagnac (1420-1473) ;
- Mathieu Reguaneau (?-vers 1513) : architecte du clocher de la cathédrale, sculpteur, peintre ;
- Nicolas de Chastenet, seigneur de Puységur (1483-1551), trisaïeul du maréchal de Puységur, consul de Lectoure en 1513, 1514 et 1524 ;
- Pey de Garros (1525 ?- 1581 ?) : poète né à Lectoure ;
- Jean de Garros (?-après 1616) : poète et consul de Lectoure ;
- Pierre Charron (1541-1603) : religieux et philosophe, séjourna à Lectoure ;
- Antoine de Roquelaure (1544-1622) : maréchal de France, gouverneur de Lectoure ;
- Joseph du Chesne, seigneur de la Violette (1549-1609), chimiste, écrivain, poète, médecin de Henri IV ;
- Jean Lacarry (1605-1684) : poète né à Lectoure ;
- Emmanuel-Louis de Cugnac (1729-1800), dernier évêque de Lectoure ;

Révolution-Empire

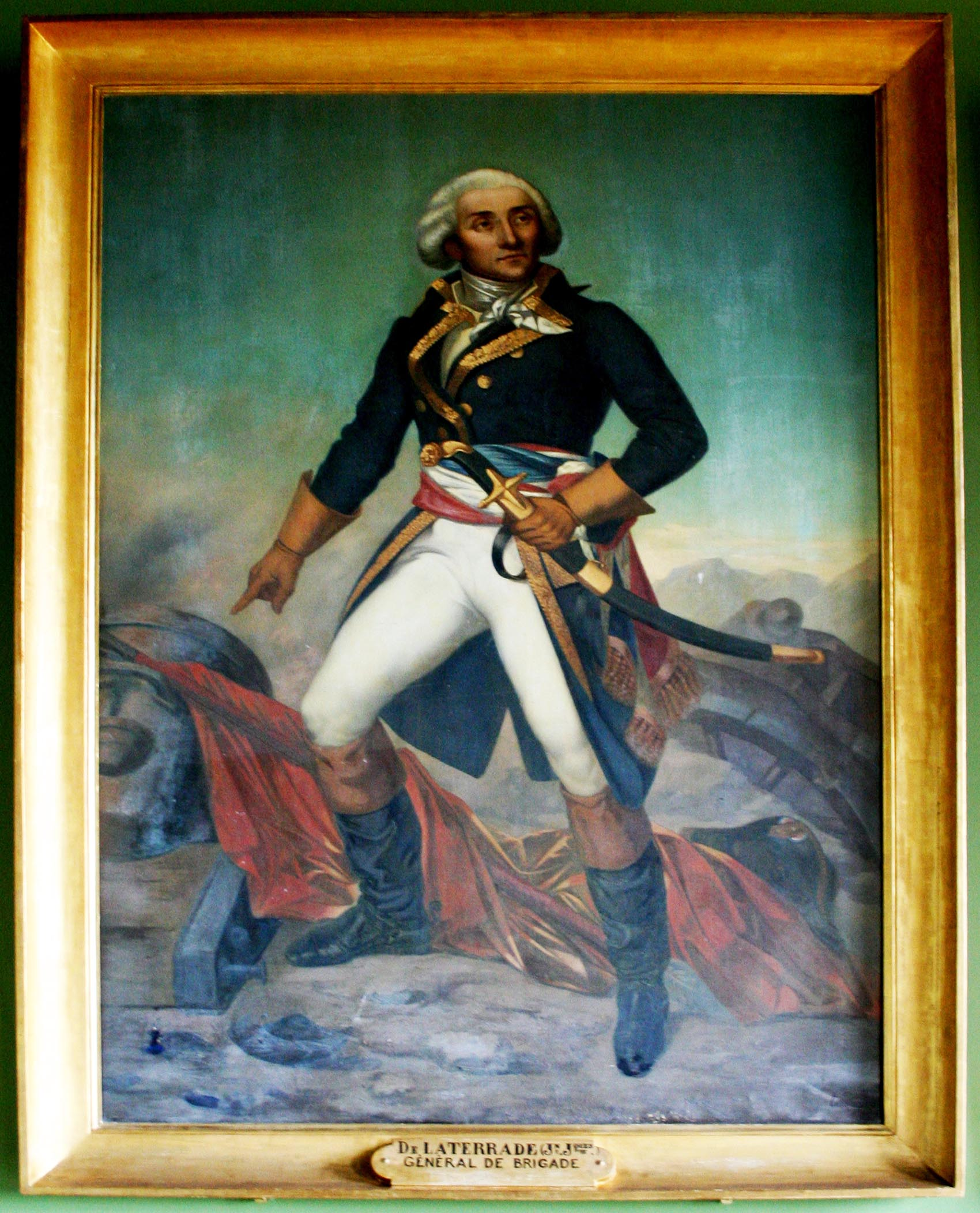
Jean-Jacques de Laterrade
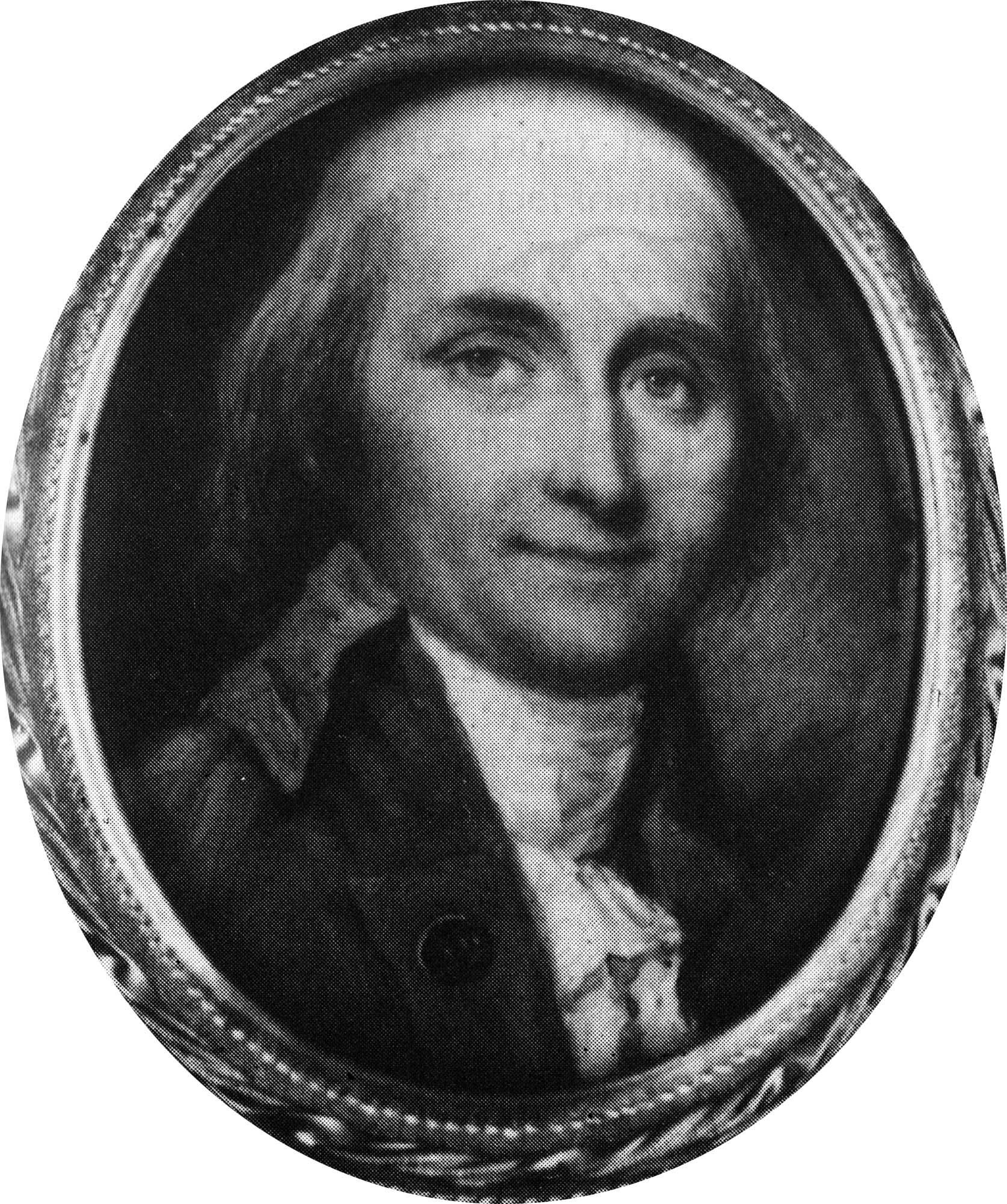
Bernard Descamps
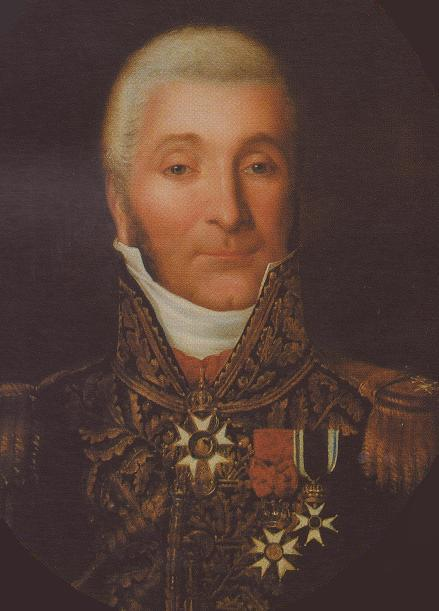
Jérôme Soulès
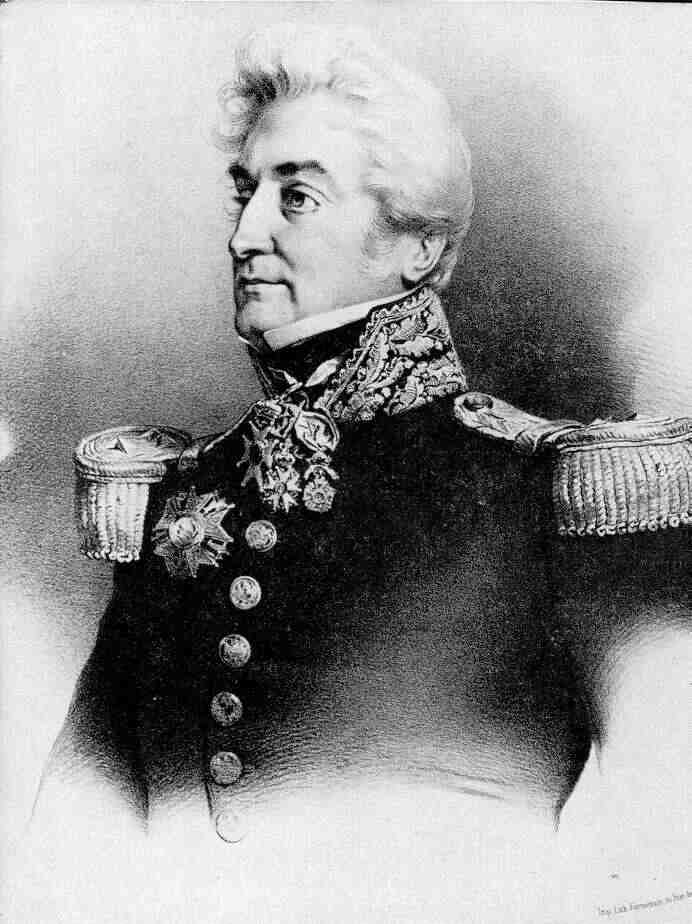
Joseph Lagrange
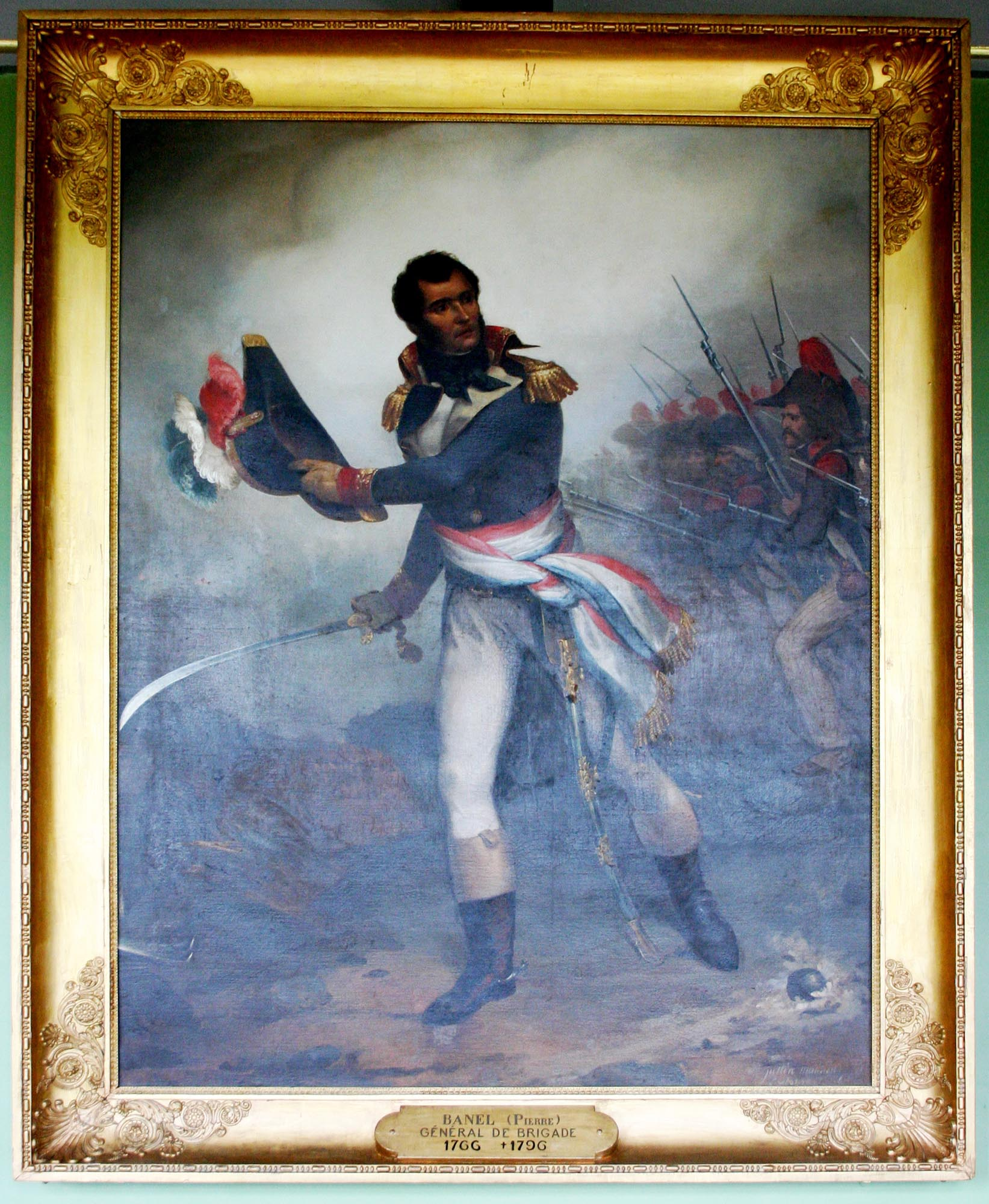
Pierre Banel
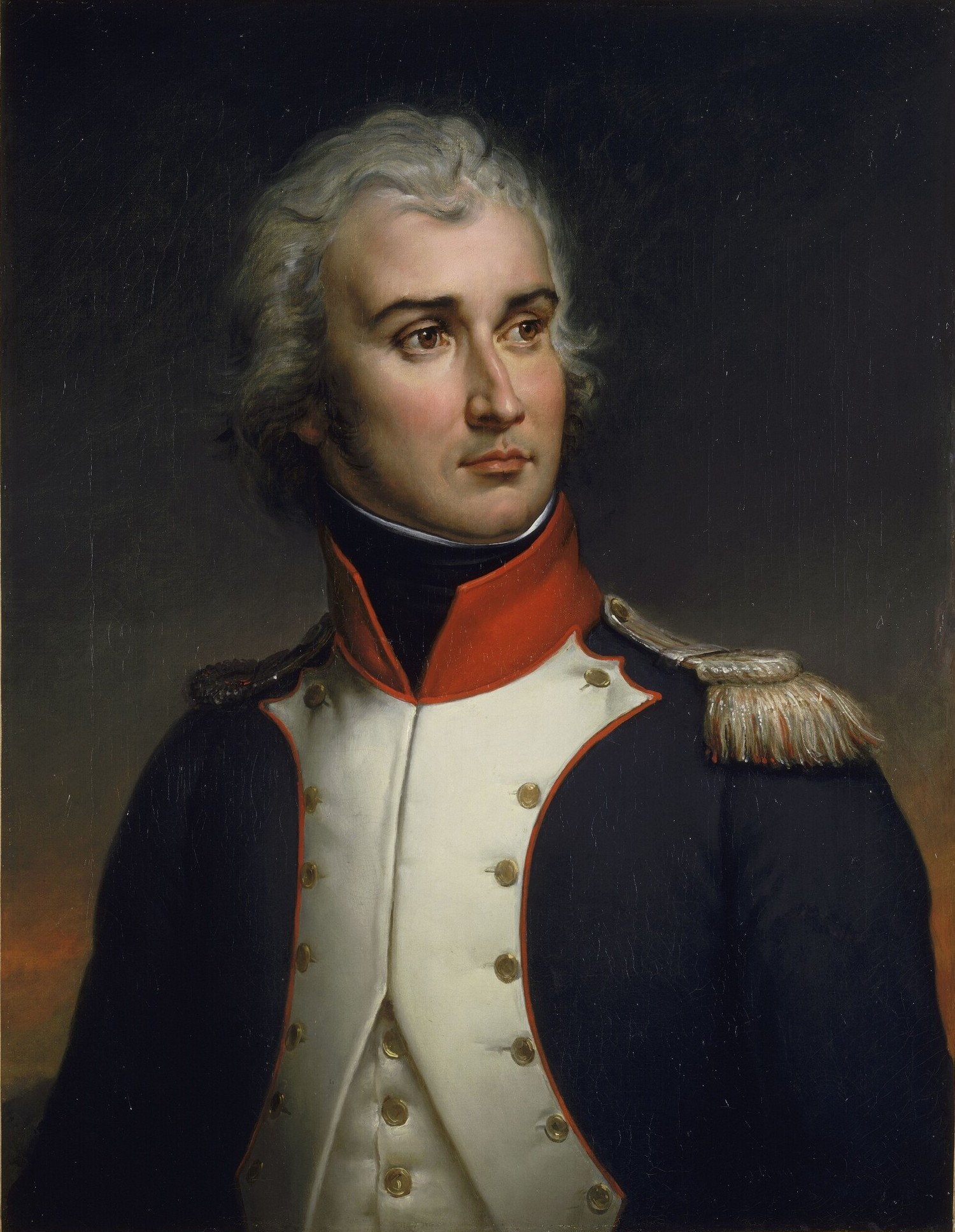
Jean Lannes
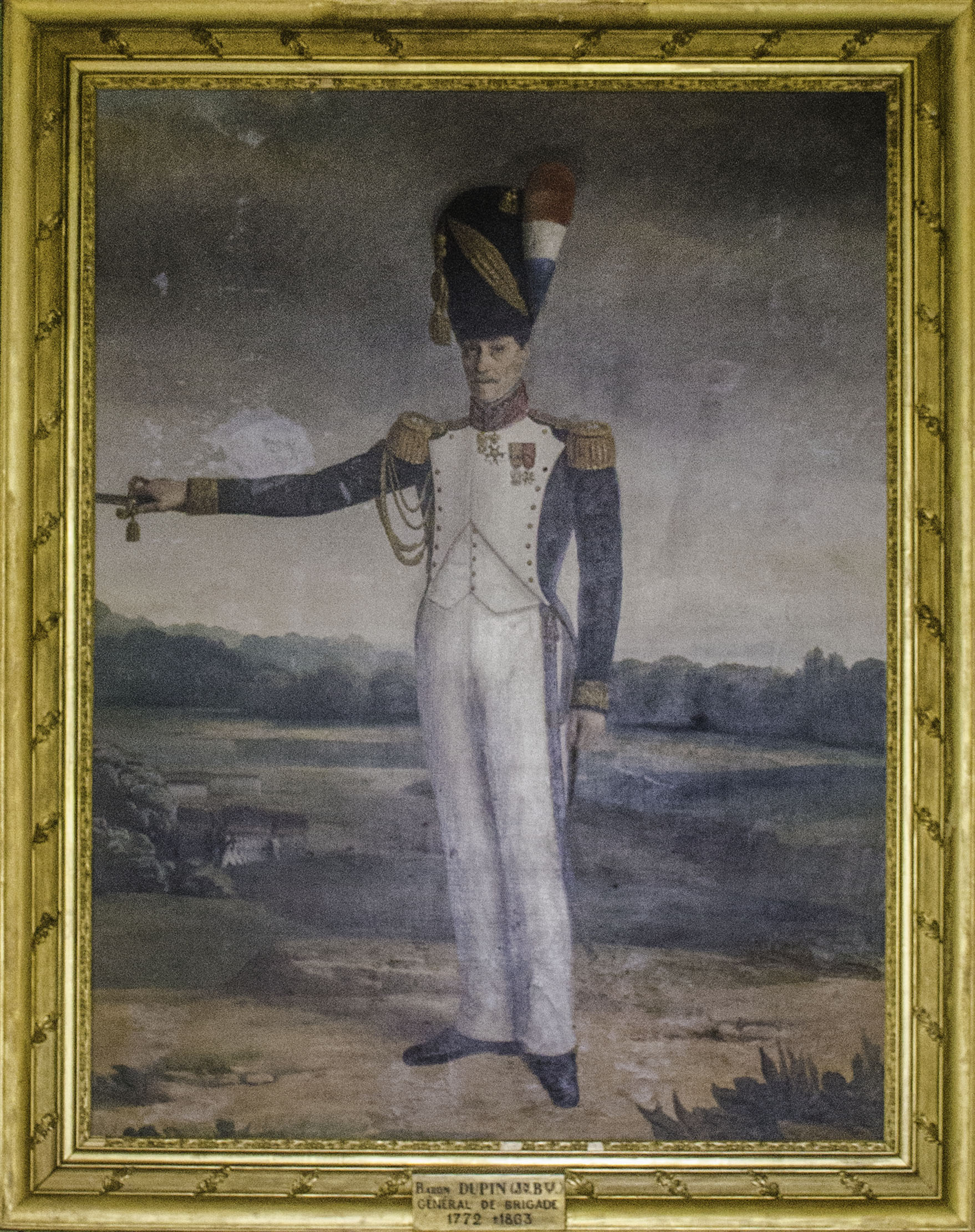
Jean-Baptiste Dupin
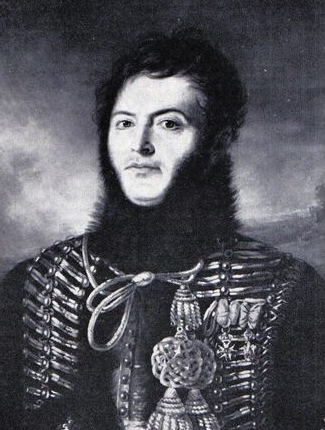
Général Subervie

- Paul Gauran, homme politique né le 2 avril 1758 à Lectoure (Gers) et décédé le 6 février 1841 dans le Gers.
- Bernard Descamps (1758-1825) : homme politique né et mort à Lectoure ;
- Jean-Jacques de Laterrade (1758-1794) : général de la Révolution française ;
- Jérôme Soulès (1760-1833) : général d'Empire ;
- Joseph Lakanal (1762-1845) fut professeur de grammaire au collège des Doctrinaires ;
- Joseph Lagrange (1763-1836) : général de la Révolution française et de l'Empire ;
- Frédéric Lagrange, fils du précédent, homme politique, député du Gers ;
- Pierre Banel, (1766-1796) : général de la Révolution française, né à Lectoure ;
- Jean Lannes, (1769-1809) : maréchal d'Empire ;
- Bernard Lannes : premier préfet de l'Eure le 2 mars 1800 puis deuxième préfet des Hautes-Pyrénées entre le 9 mars 1800 et le 13 décembre 1802 ;
- Jeanne Josèphe Barbe Méric (1774-1850), première épouse de Jean Lannes ;
- Louise de Guéhéneuc (1782-1856), seconde épouse de Jean Lannes, 1e dame d’honneur de l’impératrice Marie-Louise ;
- Paul Émile Soubiran (1770-1855) : aventurier, né et mort à Lectoure ;
- Jean-Baptiste Dupin (1772-1863) : général d'Empire ;
- Jacques-Gervais Subervie (1772-1856) : général d'Empire ;
- Jean-Louis Soubdès (1749-1819) : magistrat, éphémère sous-préfet du Gers à Lectoure pendant les Cent-Jours.

XIXe siècle

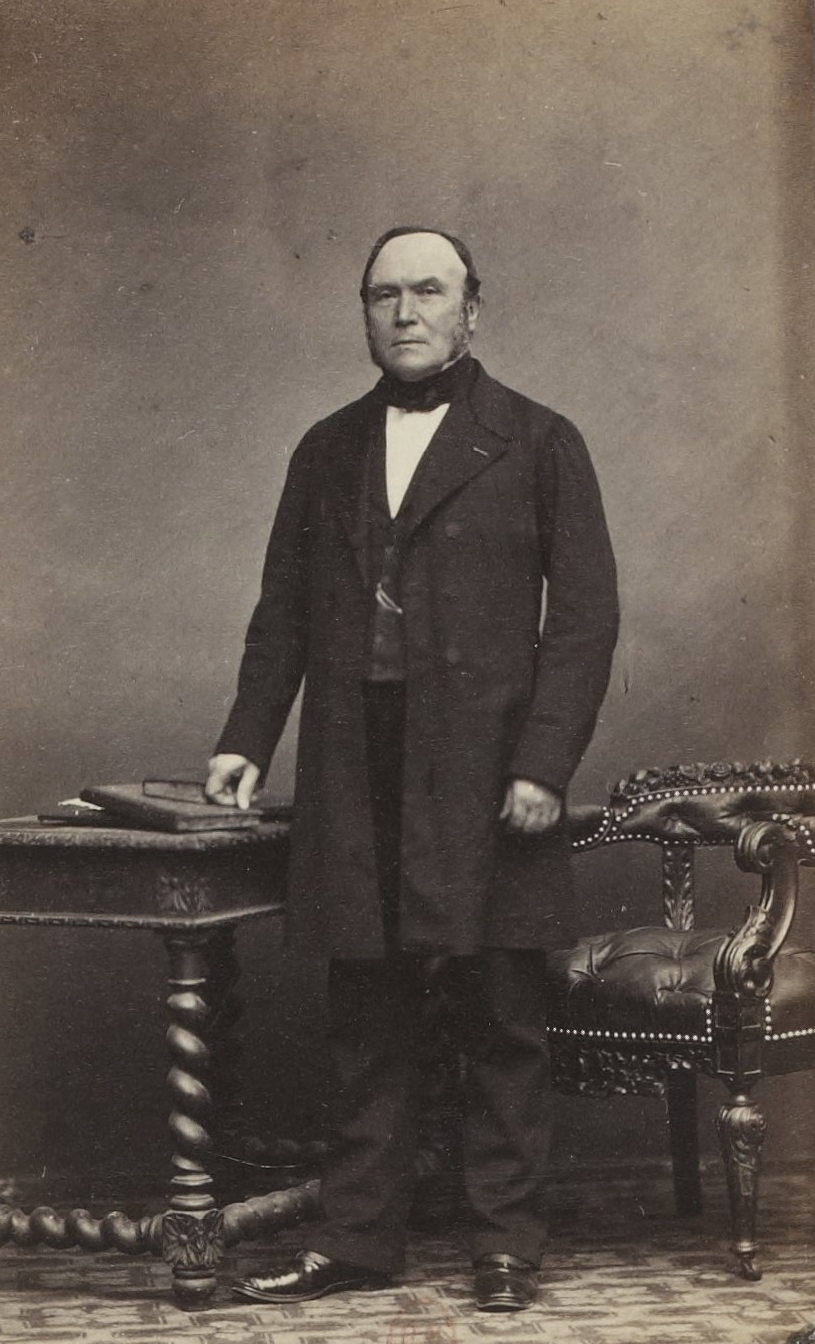
Jean Belliard
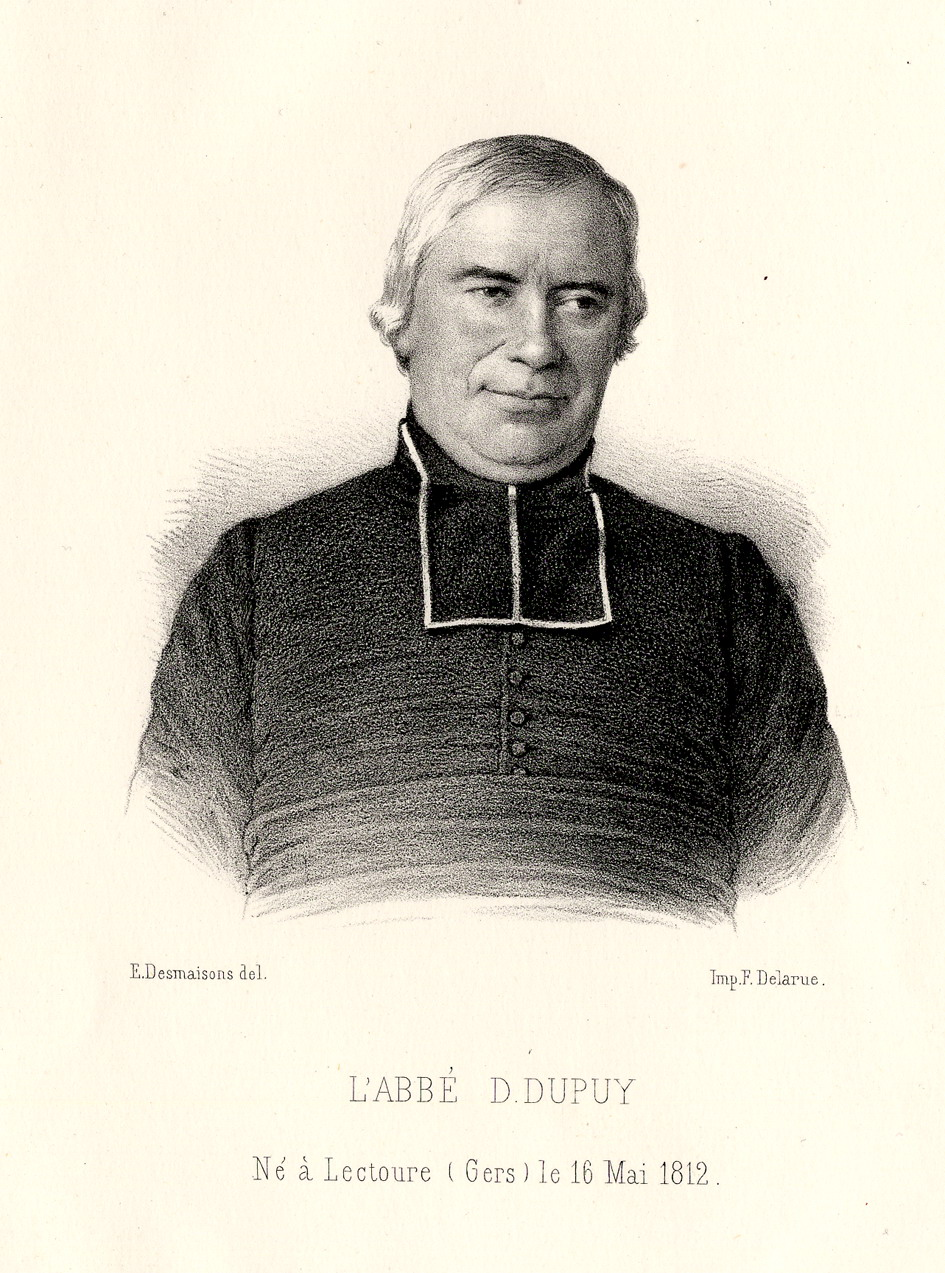
Dominique Dupuy
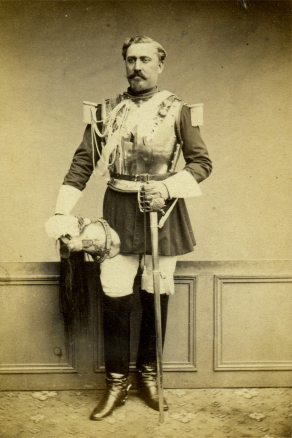
Arnaud Junqua
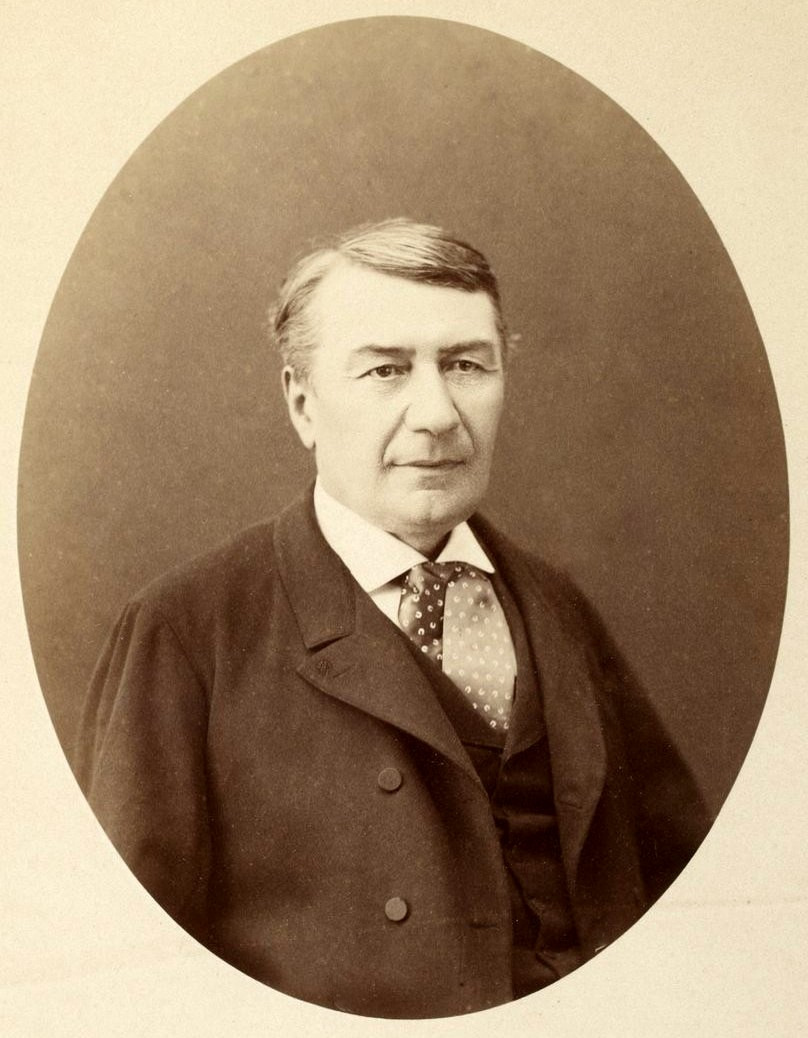
Jean-François Bladé
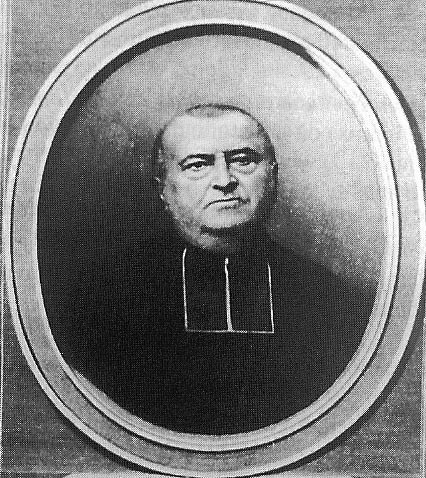
Léonce Couture
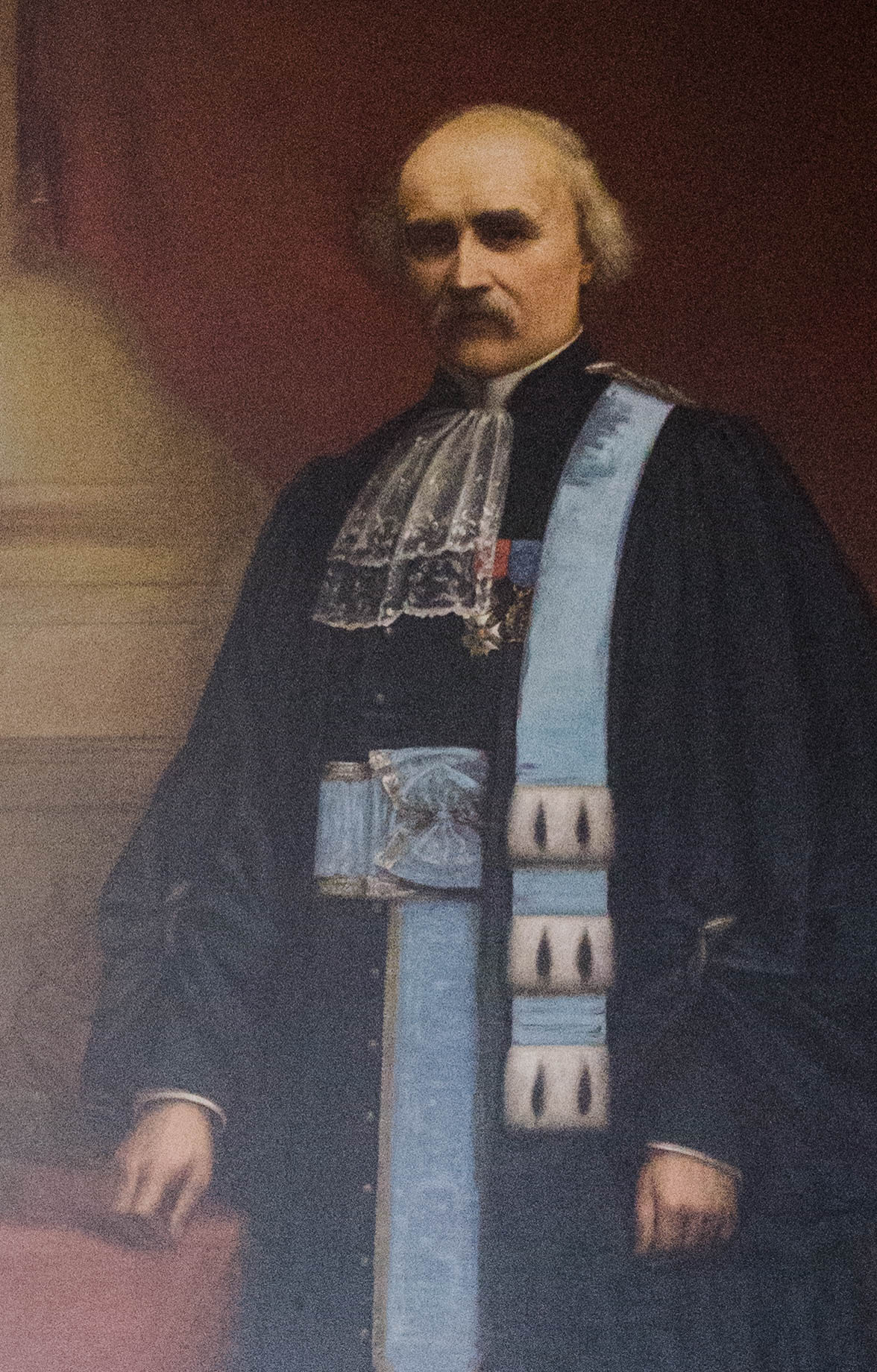
Augustin Boutan
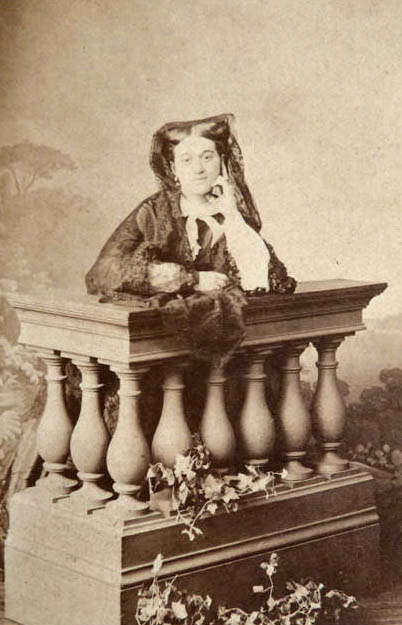
Aurélie Ghika
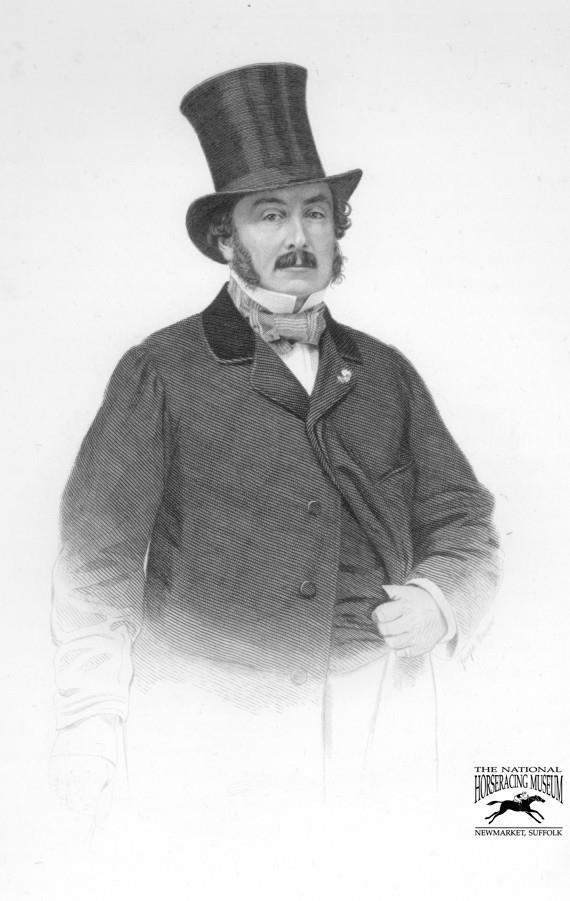
Frédéric Lagrange
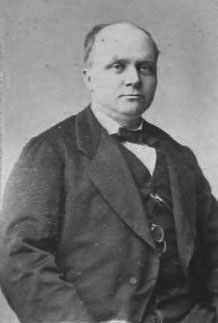
Albert Descamps

- Narcisse-Achille de Salvandy (1795-1856), né à Condom, ministre de l’Instruction publique, député de Lectoure ;
- Édouard de Bastard de Saint-Denis (1797-1868), député français né à Lectoure ;
- Pierre Achille Carbonneau (1798-1865) : homme politique né et mort à Lectoure ;
- Jean Belliard (1800-1891) : homme politique né à Lectoure ;
- Augustin Dupouy (1808-1868) : vice-amiral ;
- L’abbé Dominique Dupuy (1812-1885), naturaliste ;
- Arnaud Ernest Junqua (1816-1893) : petit-fils d’Arnaud Junqua, premier sous-préfet de Lectoure ; mesurant 2,04 m, commandant en second de l’escadron des cent-gardes sous le Second Empire ;
- Alcée Durrieux (1819-1901) : écrivain ;
- Ulysse Pic (1820-1896) : journaliste et pamphlétaire. Son premier ouvrage est Physiologie du Lectourois et de la Lectouroise (1842) ;
- Aurélie Soubiran, princesse Ghika (1820-1904) : femme de lettres, fille de Paul Émile Soubiran ;
- Jean-François Bladé (1827-1900) : historien et folkloriste ;
- Joseph-Frédéric Saivet (1828-1877) : évêque de Mende et de Perpignan-Elne ;
- Augustin Boutan (1828-1900), inspecteur général de l’instruction publique, père du pionnier de la photographie sous-marine Louis Boutan, et d’Auguste Boutan, inventeur d’un scaphandre autonome ;
- Léonce Couture (1832-1902) : écrivain et érudit, fut professeur à Lectoure ;
- Albert Descamps (1832-1910) : homme politique né et mort à Lectoure ;
- Louis Ducos du Hauron (1837-1920), mit au point sa théorie sur la trichromie et réalisa à Lectoure ses premiers essais de photographie en couleurs ;
- L'abbé Odon Delarc (1839-1898) : prêtre, professeur et historien ;
- Eugène Camoreyt (1841-1905) : fondateur du musée ;
- Ernest Dupuy (1848-1918) : professeur, écrivain, poète, inspecteur général de l’Instruction publique ;

XXe siècle

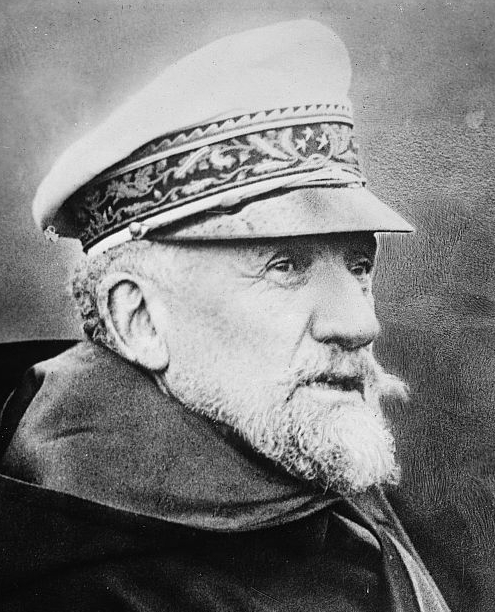
Auguste Boué de Lapeyrère
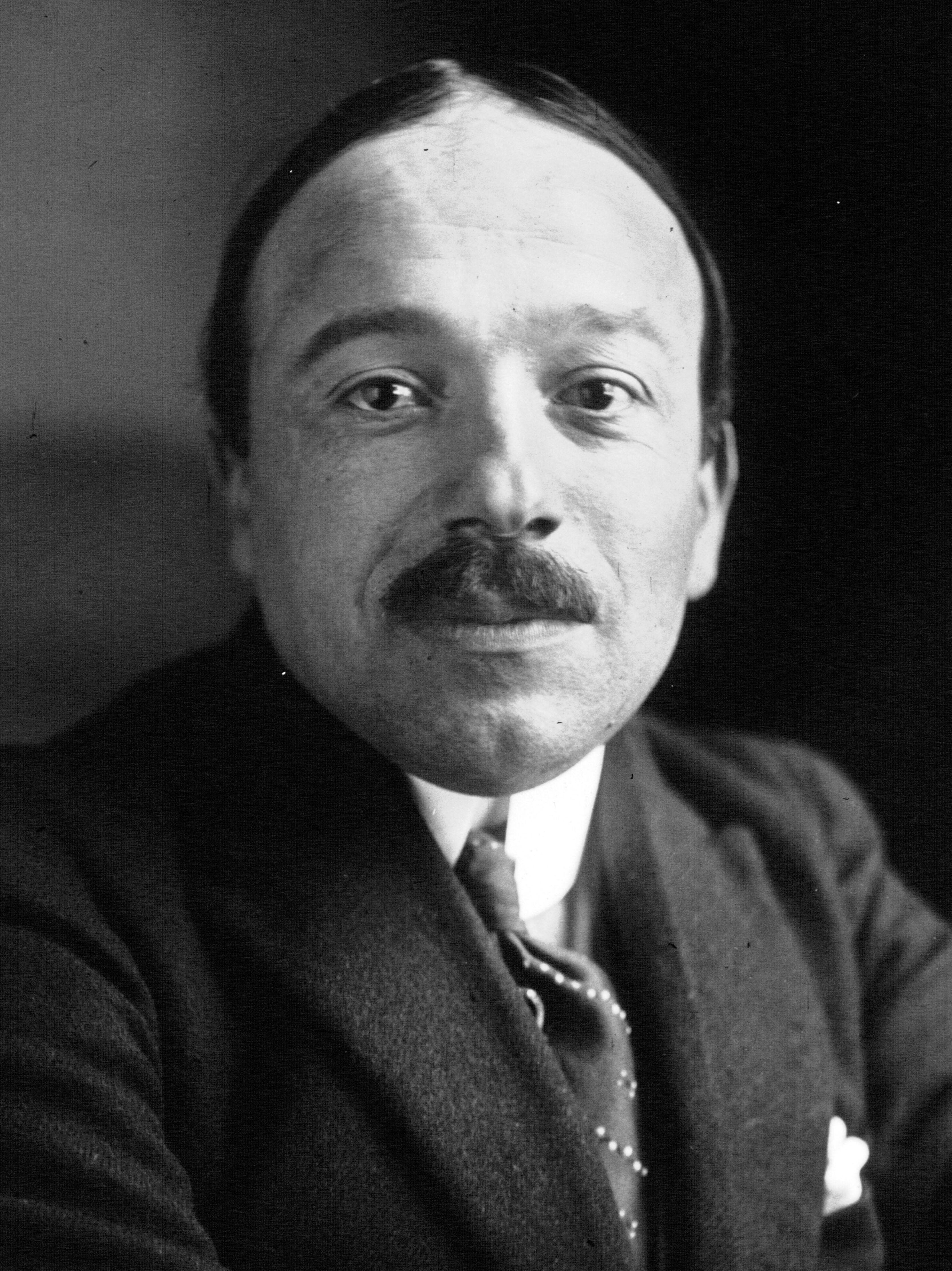
Louis Damblanc
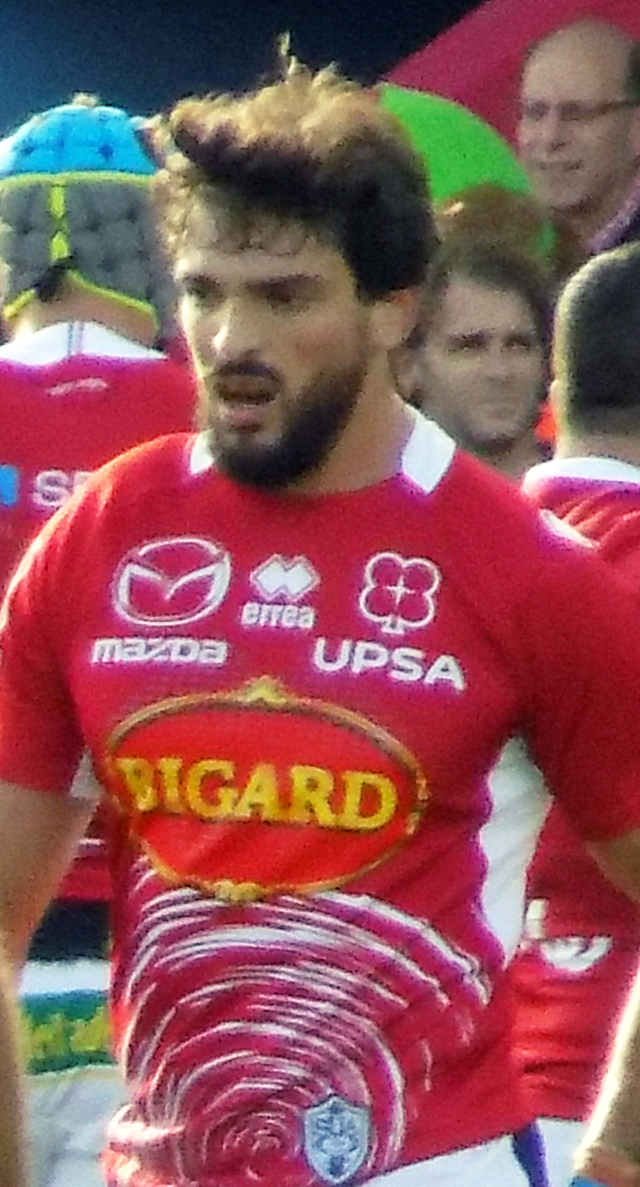
Julien Hériteau

- Auguste Boué de Lapeyrère (1852-1924) : amiral, ministre ;
- Jules de Sardac (1863-1946), médecin, maire et conseiller général, président de la société archéologique du Gers de 1920 à 1935 ;
- Paul Noël Lasseran (1868-1933) : peintre, poète, fils de Prosper Lasseran (1840-1877), peintre et sculpteur ;
- Jacques Camoreyt (1871-1963), peintre, graveur et illustrateur ;
- Charles Naillod (1876-1941) : peintre, a vécu, travaillé et est mort à Lectoure ;
- Jean-Joseph Moussaron (1877-1956): vicaire puis archiprêtre de Lectoure (1904-1929), archevêque d'Albi sous l'Occupation, Juste parmi les Nations[63].
- Madeleine Roch (1885-1930), sociétaire de la Comédie-Française, a joué pour la dernière fois à Lectoure ;
- Louis Damblanc (1889-1969) : chercheur ;
- Marek Szwarc (1892-1958), sculpteur, a séjourné à Lectoure entre 1920 et 1940 ;
- Paul-Émile Descomps (1892-1964) : sénateur du Gers mort à Lectoure ;
- Pierre Alcée Salbaing (1914-2003) : Lieutenant Commandeur Marine National, Directeur général du Groupe Air Liquide S.A., Président de la Chambre de commerce française au Canada, Ordre national de la Légion d'Honneur;
- Jacques Dufilho (1914-2005), acteur français mort à Lectoure ;
- Maurice Bordes (1915-2003), historien, professeur à l’université de Nice, président de la société archéologique du Gers de 1954 à 2003 ;
- Tereska Torrès (1920-2012) : femme de lettres, résistante, fille de Marek Szwarc, a séjourné à Lectoure dans sa jeunesse ;
- Maurice Cazeneuve (1923-2016) : réalisateur ;
- Robert Castaing (1930-2002) : sénateur du Gers, maire de Lectoure ;
- Alfred Gratton (1932-1969) : coureur cycliste ;
- Hédi Bouraoui (1932-) : écrivain, poète, universitaire, a fait ses études secondaires au lycée Maréchal-Lannes ;
- Georges Courtès (1941-) : historien, conseiller général, président de la société archéologique du Gers ;
- Jean-Claude Pertuzé (1949-) : illustrateur ;
- Jacques Gratton (1957-) : joueur de rugby à XV international français (neveu d'Alfred Gratton) ;
- Laurent Rachou (1962-2014) : comédien ;
- Patrick Ligardes (1962) ; acteur, metteur en scène, scénariste ;
- Julien Hériteau (1994-) : joueur de rugby à XV international français.

### Héraldique
| Blason | Blasonnement : De gueules à deux béliers d’argent, passant l’un au-dessus de l’autre. |